# Kahl (Fluss)
Die Kahl ist ein Fluss im Landkreis Aschaffenburg in Bayern und im Main-Kinzig-Kreis in Hessen. Sie fließt von Ost nach West durch den nördlichen Spessart und mündet bei Kahl am Main als rechter Nebenfluss in den Main. Die Quelle der Kahl liegt in der Nähe des Ortes Bamberger Mühle. Der Fluss gab dem Kahlgrund seinen Namen.

## Daten
Die gut 32 Kilometer lange Kahl ist ein Mittelgebirgsfluss zweiter Ordnung. Sie mündet 188 Höhenmeter unterhalb ihrer Quelle und hat ein mittleres Sohlgefälle von 5,8 Promille. Das Einzugsgebiet der Kahl ist 198,35 Quadratkilometer groß. Der errechnete mittlere Abfluss an der Kahlmündung beträgt 2,01 Kubikmeter pro Sekunde. Die Kahl berührt das Gebiet von 9 Kommunen und dabei 21 Gemarkungen.

## Name
Der Name Kahl stammt vom althochdeutschen Wort kaldaha und dem mittelhochdeutschen kalde, was kalt, kühl, klar bedeutet. Die Bedeutung des Grundwortes ging auch auf die Zuflüsse Kleine Kahl, Westernkahl, Sommerkahl (Speckkahl) und Feldkahl über. Die Kahl gab den Orten Kahl am Main, Kahlmühle, Groß- und Kleinkahl sowie Kälberau und Kaltenberg (beide von mhd. kalde) ihre Namen. Indirekt benannt hat die Kahl die Dörfer Sommerkahl und Feldkahl.

## Geographie

### Kahlquellen

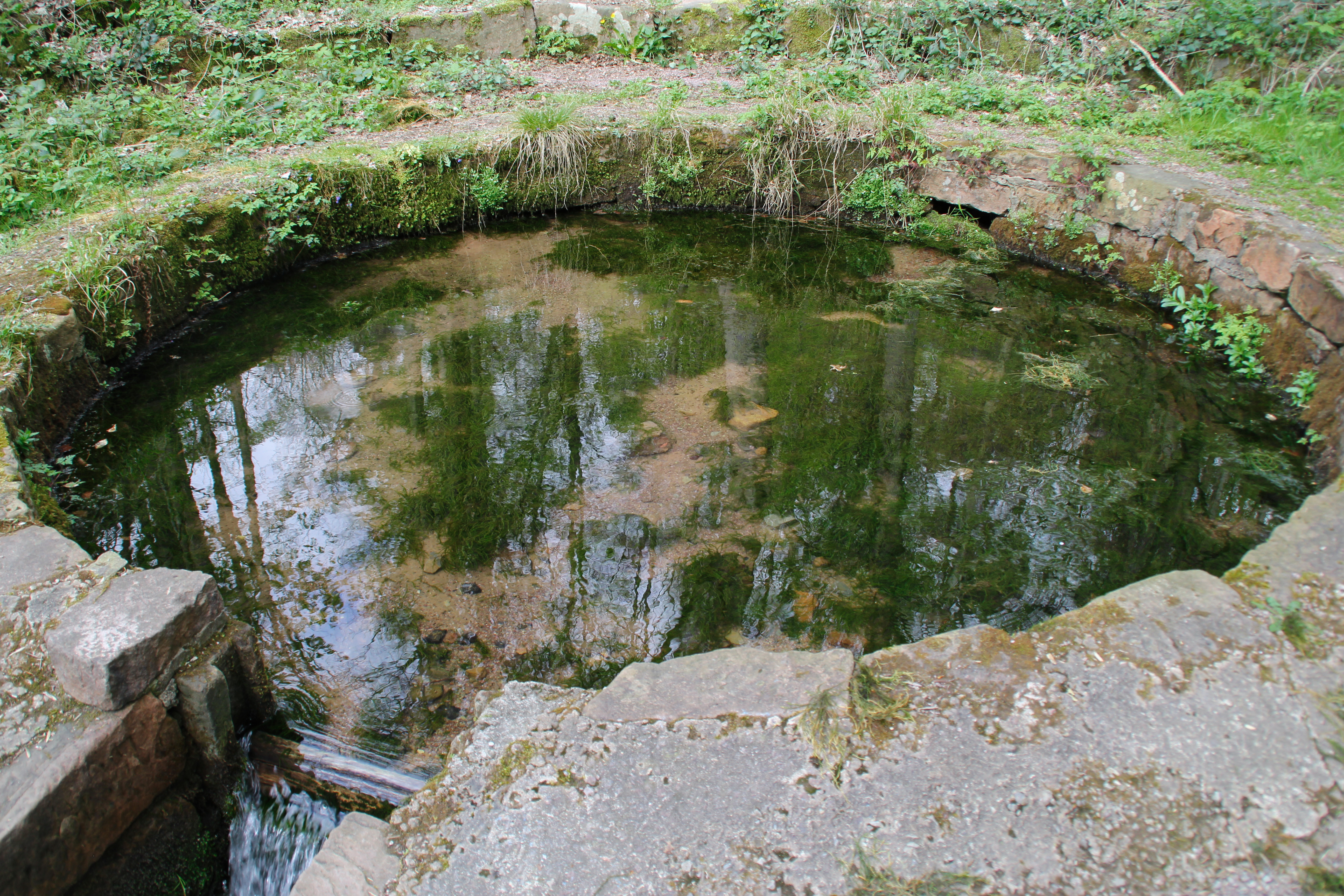
Rechte Kahlquelle

Die Kahlquellen liegen im Wald im gemeindefreien Gebiet Wiesener Forst auf etwa 290 m ü. NHN oberhalb des Ortes Bamberger Mühle, der heute zum Gemeindegebiet von Kleinkahl gehört. Aus zwei kreisrunden Quellfassungen links und rechts der Staatsstraße 2305 strömt das Wasser der Kahl mit einer durchschnittlichen Schüttung von 50 bis 60 Liter pro Sekunde. Schon nach etwa 30 Metern vereinigen sich beide Quellbäche. Von der Kahlquelle bis zur Mündung begleitet den Fluss der Kahltal-Spessart-Radwanderweg.

### Flussverlauf

#### Oberlauf

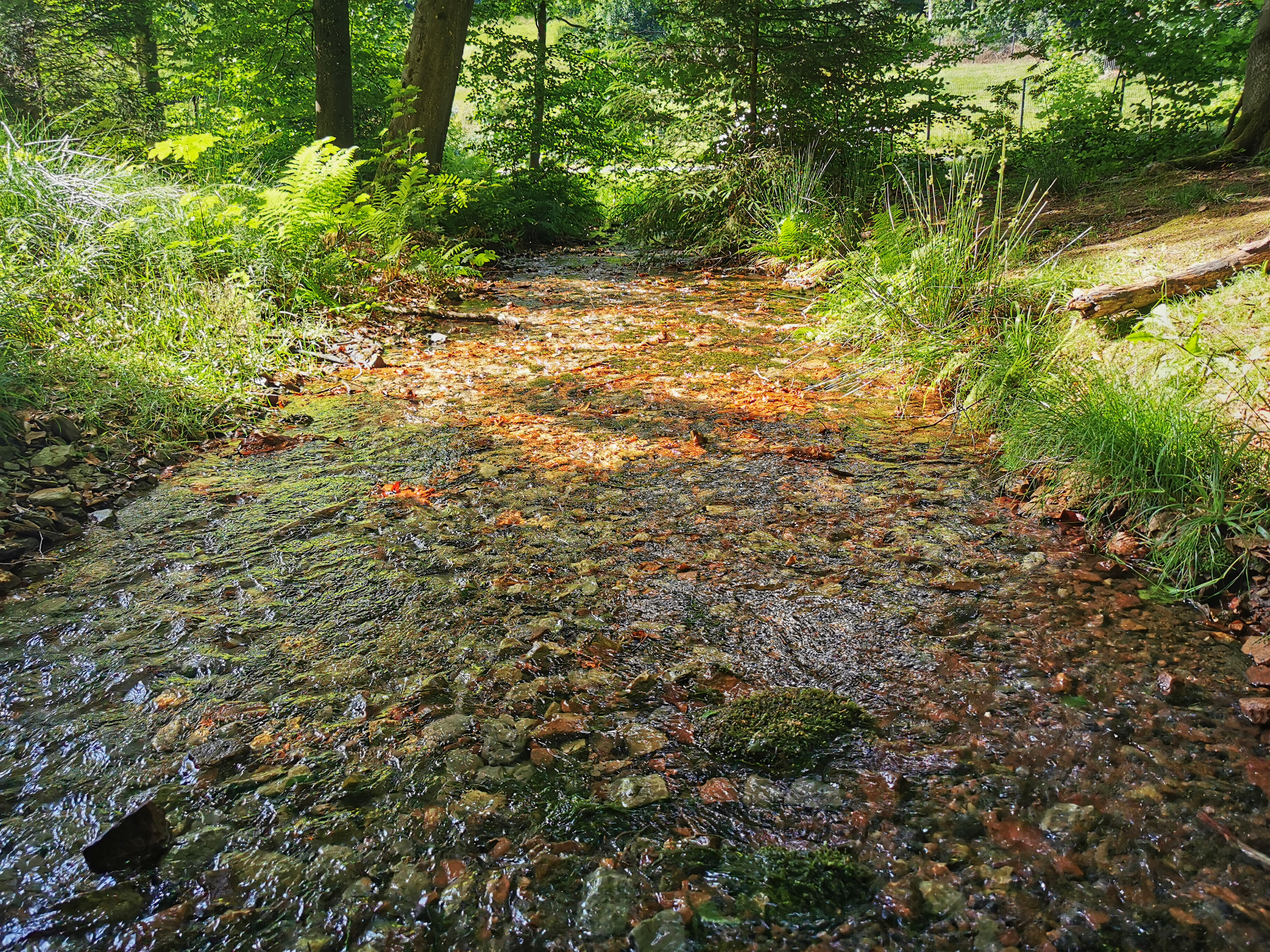
Die Kahl direkt unterhalb der Kahlquelle

Nach dem Zusammenfluss ihrer beiden Quellbäche verlässt die junge Kahl den Wald, erreicht das Gemeindegebiet von Kleinkahl und fließt teils verrohrt durch den Weiler Bamberger Mühle. Sie wird dort von weiteren Quellen, welche die Forellenzuchtweiher speisen, verstärkt. Sie betrieb im Ort bis 1950 die Kahlmühle. Etwa 300 m unterhalb der Kahlquellen fließt ihr der erste Zufluss, der ungefähr 600 m lange, jedoch kleinere Büchelbach zu. Danach unterquert sie den Kahltal-Spessart-Radwanderweg.

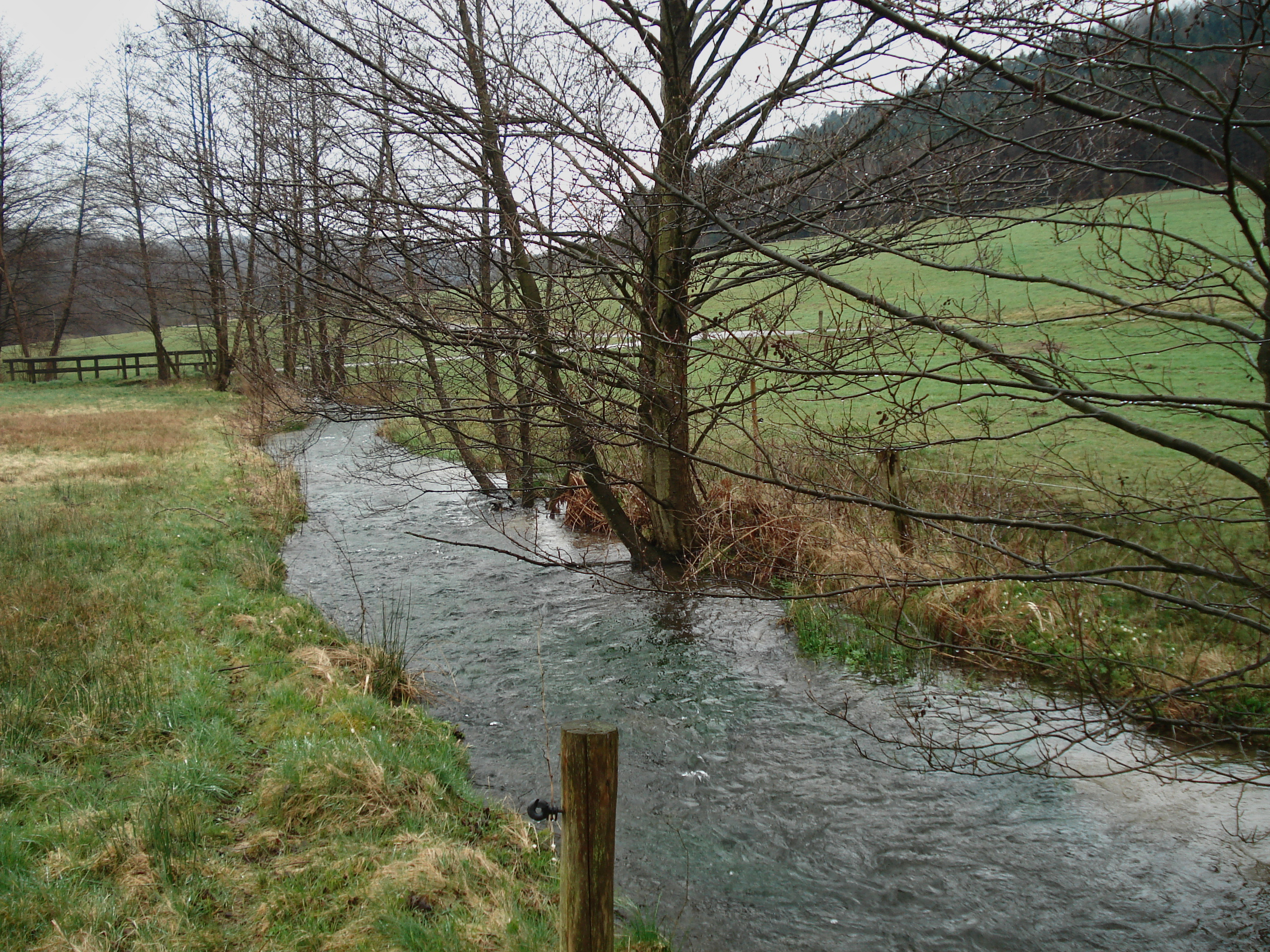
Die Kahl im oberen Kahlgrund

Die Kahl passiert dann die Marienkapelle an der Kahlquelle und fließt in südwestlicher Richtung in zahlreichen Schleifen an einigen Fischweihern vorbei. Rechts verläuft die Staatsstraße 2305, dahinter liegen die Berge Kapuzinerspitze (421 m), Lindenberg (465 m) und Habersberg (428 m). Die Kahl nimmt den Lindenbach und den Habersbach auf, passiert die Glashütte sowie den Wesemichshof. Danach wird ein kleiner Teil ihres Wassers in eine Kneipp-Anlage geleitet. Sie erreicht das Siedlungsgebiet von Groß- und Kleinkahl, wo ihr die Kleine Kahl von Südosten her zu mündet. Über Groß- und Kleinlaudenbach gelangt die Kahl auf das Gemeindegebiet des Marktes Schöllkrippen.
In der Ortsmitte, in der Nähe des Bahnhofes, fließt der früher Westernkahl genannte und aus dem Westerngrund kommende Westerbach unter der Brücke der Staatsstraße 2306 in die Kahl. Beide Bäche sind etwa gleich lang, jedoch ist das Einzugsgebiet der Kahl an dieser Stelle größer. Ab Schöllkrippen wird sie von der Strecke der Kahlgrundbahn begleitet. Das Flussbett der Kahl ist von dort ab teilweise begradigt und mit Uferbausteinen versehen.

#### Mittellauf

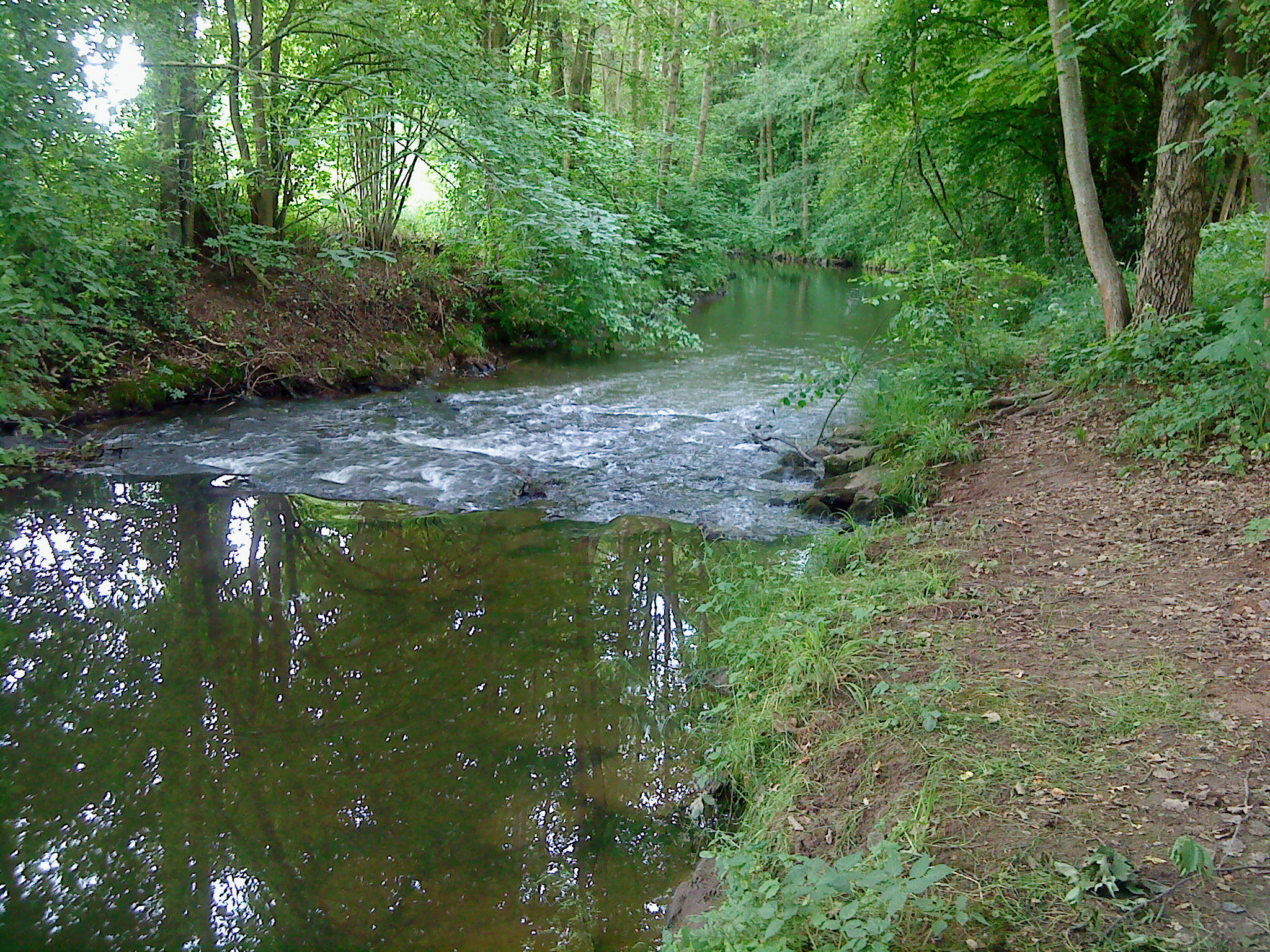
Die Kahl bei Langenborn

Nach Schöllkrippen wird die Kahl erneut vom Kahltal-Spessart-Radwanderweg überquert, fließt durch den Ortsteil Langenborn und trifft auf einen ihrer größten Zuflüsse, die am Engländer entspringende Sommerkahl, die in ihrem Oberlauf den Namen Speckkahl trägt. Danach erreicht sie die Gemarkung von Blankenbach. Dort mündet der Krombach von rechts. Bei Erlenbach ändert die Kahl ihre Richtung nach Westen und überquert die Grenze zur Marktgemeinde Mömbris.
An der Flederichsmühle bei Königshofen teilt sich der Fluss für etwa einen Kilometer auf. Der rechte Arm, der durch das Dorf fließende Mühlbach, wurde zum Betreiben der Geisenhof-Mühle angelegt. Der linke Teil verläuft am Waldrand entlang. Im Ort, etwas oberhalb der Kaltenberger Mühle, vereinigen sich beide Flussarme wieder. Ihren Scheitelpunkt erreicht die Kahl hinter dem Ort Kaltenberg, bevor das Kahltal am Glasberg (334 m) nach Nordwesten abknickt. In Schimborn teilt sich der Fluss für etwa 350 m erneut. In den linken Lauf münden die Feldkahl und der Weibersbach. Hinter dem Dorf bildet die Kahl die Grenze zur Gemeinde Krombach, wo sie vom Reichenbach verstärkt wird. Die Kahl fließt weiter durch den Hauptort Mömbris. Dort unterquert sie die Staatsstraße 2305 und diente früher der mittlerweile versetzten Ölmühle als Antrieb. Das Wasserrad dieser denkmalgeschützten Mühle wird heute durch einen kleinen Seitenarm der Kahl zu Schauzwecken betrieben.

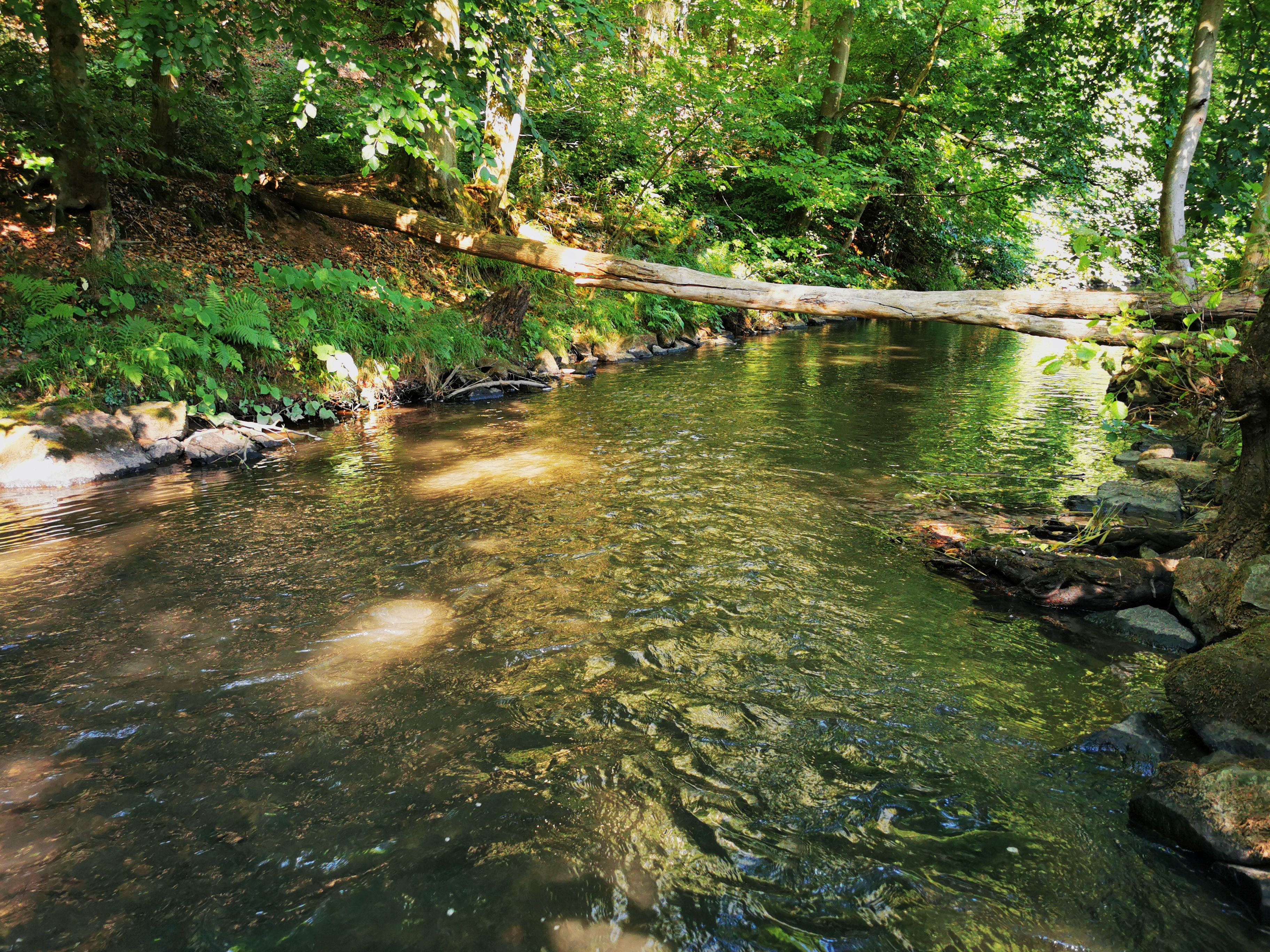
Die Kahl am Waldrand bei den Dörsthöfen

Bei Strötzbach teilt sich der Fluss ein weiteres Mal. Beide Kahlarme werden durch Streichwehre gestaut und der Mühlbach zu den heute noch vorhandenen Wasserrädern der Strötzbacher Mühle geleitet. Vorbei an Niedersteinbach erreicht der Fluss den Ortsteil Brücken. Dort trifft der Hemsbach auf die Kahl. Er entspringt am Fuße des Hahnenkamms, der mit 437 m ü. NHN die höchste Erhebung im Vorspessart ist. Hinter Brücken war die Kahl, bis zu einem Flächentausch im Jahr 2011, für etwa 300 m die Landesgrenze zwischen Bayern und Hessen. An diesem ehemals hessischen Ufer mündet der durch den Teufelsgrund fließende Geiselbach ein und die Kahl überquert an der Kläranlage die Grenze zur Stadt Alzenau. In diesem Bereich wurde geplant, beim Staatsstraßenausbau das Flussbett der Kahl zu verlegen.
Im weiteren Verlauf wird das Kahltal enger und trennt dort die Höhenzüge von Hahnenkamm und Sölzert. An den Dörsthöfen fließt die Kahl unterhalb des Giftigen Berges (314 m) am Waldrand. Die Bahnlinie führt dort direkt am rechten Ufer entlang. Ab Michelbach verlässt der Fluss das enge Tal des Kahlgrundes, knickt nach Südwesten ab und zieht durch flacheres Land.

#### Unterlauf

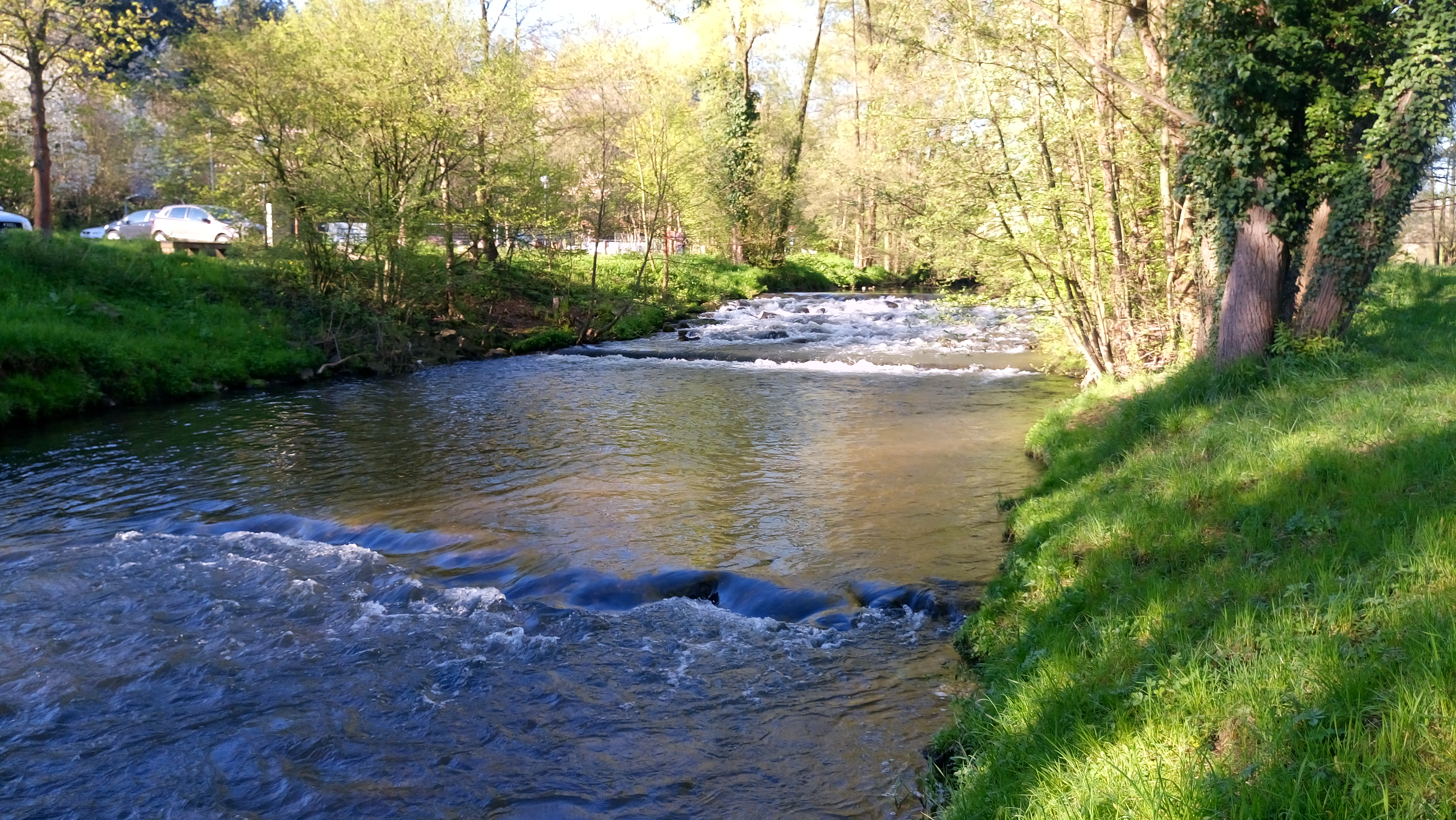
Die Kahl an der Burg Alzenau

Die Kahl fließt über Kälberau ins Gebiet der Kernstadt von Alzenau. Dort wird sie an der Burg Alzenau vom am Hahnenkamm entspringenden Krebsbach von links verstärkt. An seiner Mündung betrieb die Kahl früher die Christmühle. In der Innenstadt, in der Nähe des Rathauses, zweigt der Mühlbach ab, der am Gebäude der früheren Hasenmühle vorbeifließt. Der aus Wasserlos herabkommende Neuwiesenbach und der am Waldschwimmbad entspringende Sälzerbach münden am Generationenpark als die letzten beiden Zuflüsse in die Kahl. Am Mühlweg befand sich früher die von der Kahl gespeiste Papiermühle, aus der die nicht mehr bestehende Cellulosefabrik hervorging. An dieser Stelle liegt heute die Pegelmessstation Alzenau.

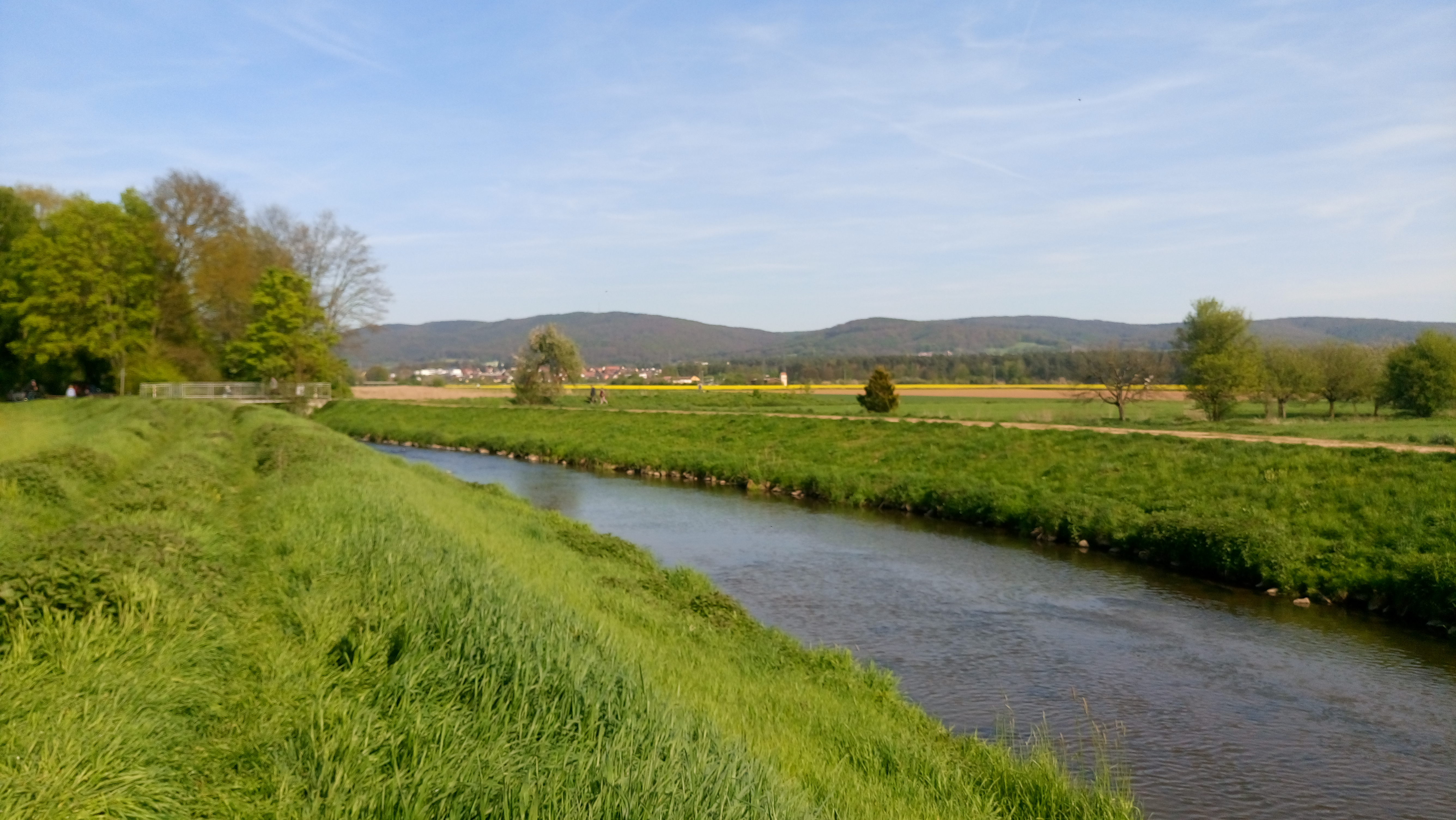
Die mittlerweile renaturierte Kahl im Prischoß

Hinter Alzenau war die Kahl bis zur A 45 stark begradigt. Dieser Abschnitt wurde im Jahr 2014 im Rahmen der Kleinen Landesgartenschau 2015 im Bereich des Energieparks renaturiert. Dabei wurden mehrere Flussinseln und Mäander geschaffen. Dort mündete bis in die 1980er Jahre der aus dem Wohngebiet Elze kommende Elzegraben in die Kahl. Im östlichen Prischoß wird der Fluss ab der Kläranlage durch einen Damm vom tiefer liegenden Meerhofsee getrennt. Am 11. August 1981 brach er wegen eines schweren Hochwassers und das Wasser der Kahl floss in den See; siehe auch Hochwasser der Kahl. Die Kahl unterquert die A 45 und durchfließt eine Auenlandschaft mit Weiden und Pappeln. Sie erreicht die Gemeindegrenze nach Kahl am Main.
Am Ortsrand speiste sie früher die Sandmühle, wo die erste automatische Filzmaschine der Welt entwickelt wurde. Im Ort betrieb die Kahl fünf weitere Mühlen. Heute führen die Trasse der Main-Spessart-Bahn und die ehemalige Bundesstraße 8 (jetzt Staatsstraße 3308) über den Fluss. Hinter dem Siedlungsgebiet von Kahl am Main reicht an der Naßmühle die hessische Grenze bis an die Kahl. Nicht weit vom stillgelegten und bis Ende 2008 zurückgebauten Versuchsatomkraftwerk entfernt mündet sie in den Main.

### Kahlmündung

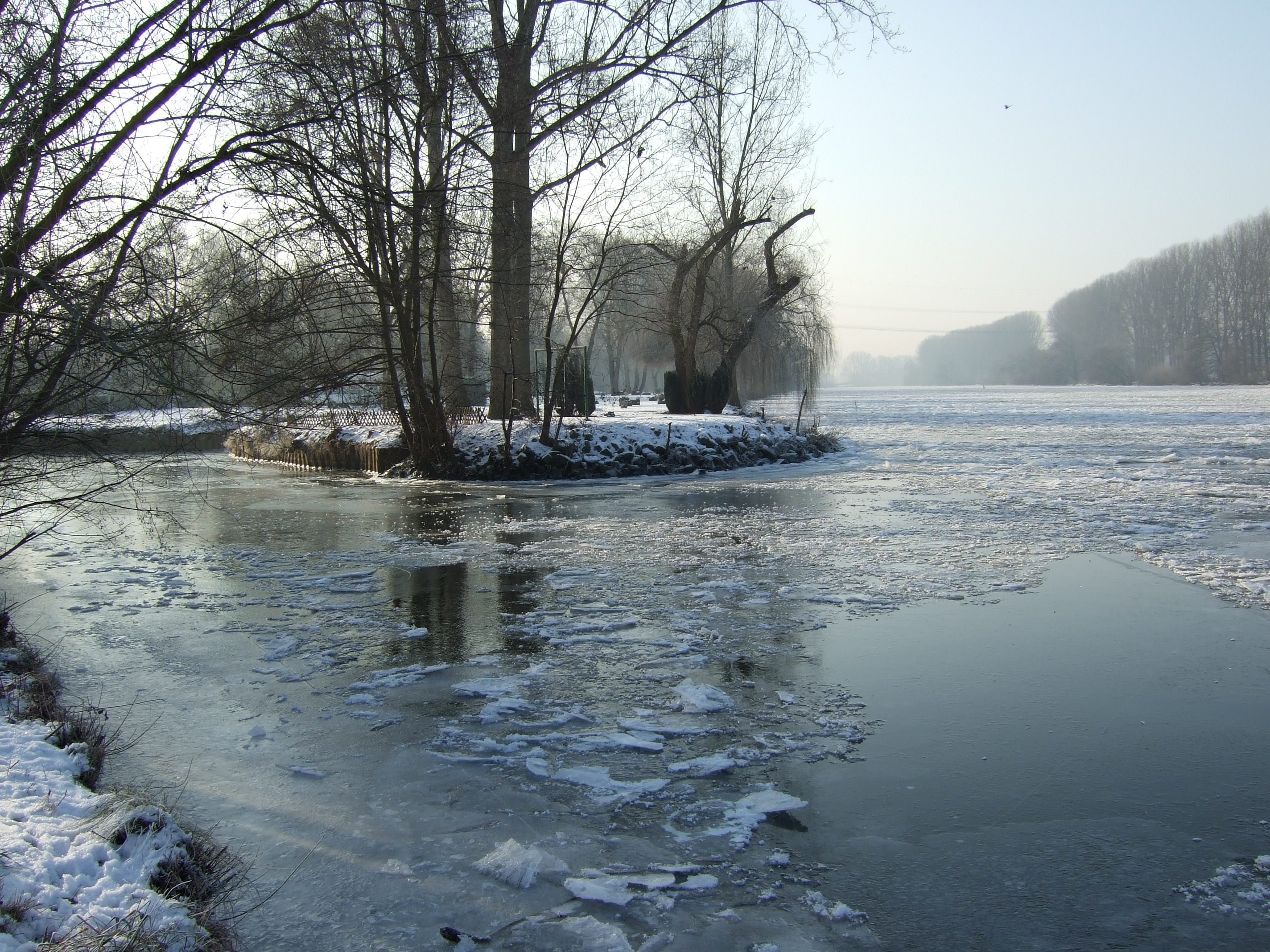
Die vereiste Kahl (links) mündet in den Main

An der Mündung der Kahl befindet sich ein Campingplatz, die Kläranlage sowie die Wetterstation Kahl am Main des Deutschen Wetterdienstes.
Dort wurde der Lauf der Kahl zwischen 1900 und 1930 mehrmals verändert, um im anliegenden Gebiet Braunkohle abzubauen. Das ursprüngliche, in seinem natürlichen Zustand weiter nördlich verlaufende Flussbett hatte einige Windungen und mit seinem reichhaltigen Pappeln-, Erlen- und Eschenbewuchs einen wildromantischen Charakter. Die Kahl bildete dort die bayerisch/preußische (heute hessische) Landesgrenze.
Sie wurde etwa 160 m nach Süden verlegt und umfloss dann in einem großen Bogen den Tagebau Emma-Süd, der heute vom Hornsee eingenommen wird. Das neue Flussbett wurde am Böschungsfuß mit Steinpflasterungen versehen und die unmittelbare Einmündung in den Main bekam eine flussabwärts gerichtete Krümmung, um Querströmungen der einfließenden Kahl innerhalb des Mains zu vermeiden. Die auch flussaufwärts betriebene Kahlregulierung führte dazu, dass mehr und mehr Mühlen den Betrieb einstellten. An der ursprünglichen Kahlmündung liegt heute der mit 102 m ü. NHN tiefste Punkt Bayerns.
An der Kahlmündung beginnen der Degen-Weg und der Kahltal-Spessart-Radwanderweg. Dort wird die Kahl vom Main-Radweg überquert.

### Einzugsgebiet
Das 198,35 km² große Einzugsgebiet der Kahl liegt im nordwestlichen Gebirgsteil des Spessarts und wird durch sie über den Main und den Rhein zur Nordsee entwässert. Es ist fast deckungsgleich mit der Landschaft Kahlgrund und dem ehemaligen Landkreis Alzenau. Das Einzugsgebiet reicht von den bewaldeten Gipfeln der Eselshöhe im Sandsteinspessart über den Höhenzug des Hahnenkamms bis zur flachen südlichen Bulau. Der Nördlichste Punkt des Einzugsgebietes ist der Gipfel des Franzosenkopfes, der südlichste liegt in Oberafferbach in der Nähe der Kettelerstraße. Im Osten reicht es bis zur Kreuzkapelle bei Wiesen. Der westlichste Punkt ist die Kahlmündung. Die höchste Erhebung ist die Schindershöh mit 522 m ü. NHN im Osten des Einzugsgebiets.
Das Einzugsgebiet der Kahl berühren die Kommunen Alzenau, Biebergemünd, Blankenbach, Freigericht, Geiselbach, Großkrotzenburg, Heinrichsthal, Hösbach, Johannesberg, Kahl am Main, Krombach, Kleinkahl, Linsengericht, Mömbris, Sailauf, Schöllkrippen, Sommerkahl, Westerngrund und Wiesen. Außerdem die gemeindefreien Gebiete Heinrichsthaler Forst, Sailaufer Forst, Schöllkrippener Forst, und Wiesener Forst.
Es grenzt
- im Nordosten an das Einzugsgebiet der Bieber
- im Osten an das der Lohr
- im Süden an das der Aschaff
- im Südwesten an das des Forchbaches
- und im Norden an das der Kinzig.

### Zuflüsse
Die größten Zuflüsse der Kahl sind (flussabwärts): Westerbach, Sommerkahl, Reichenbach und Geiselbach

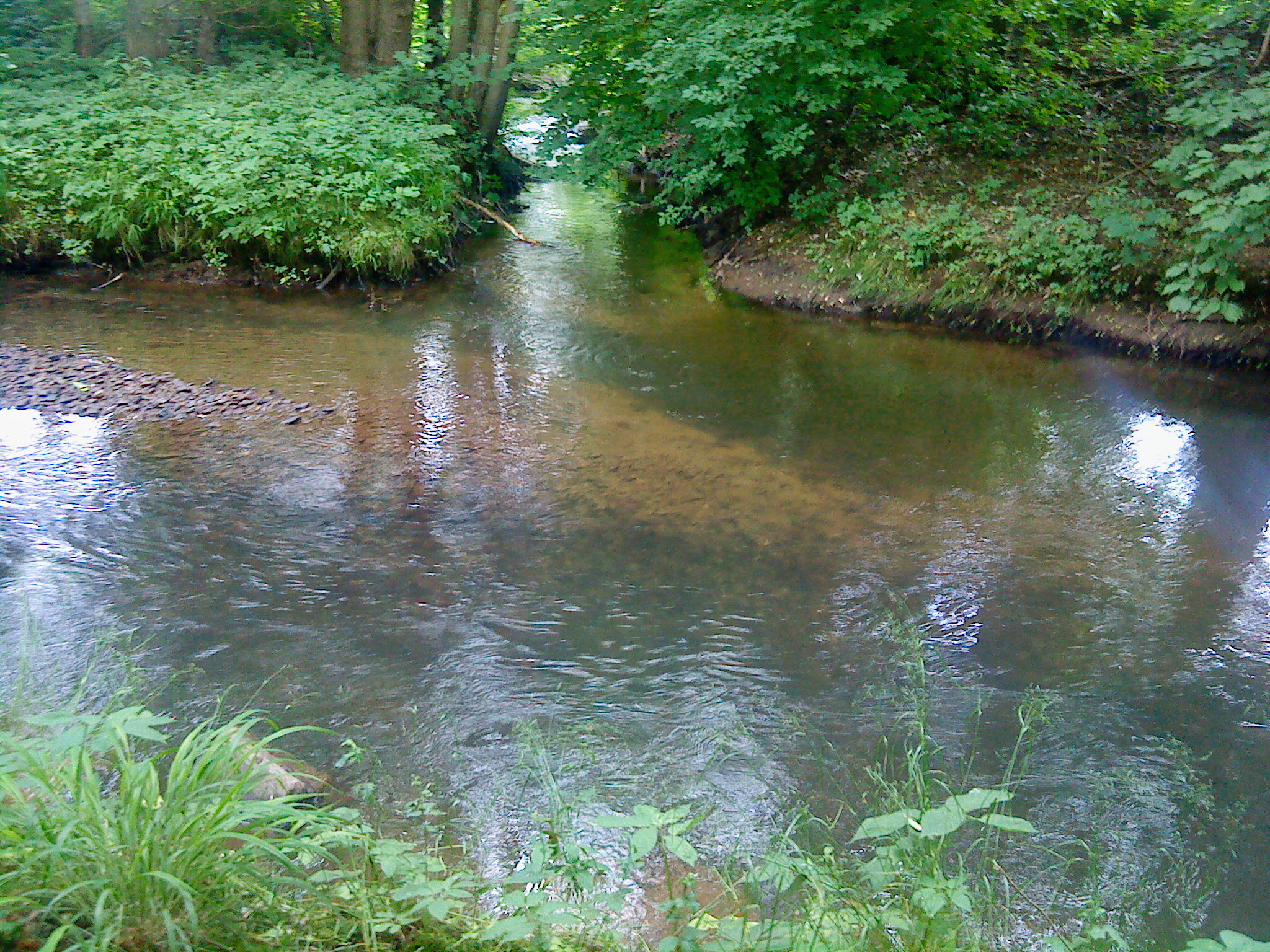
Mündung der Sommerkahl

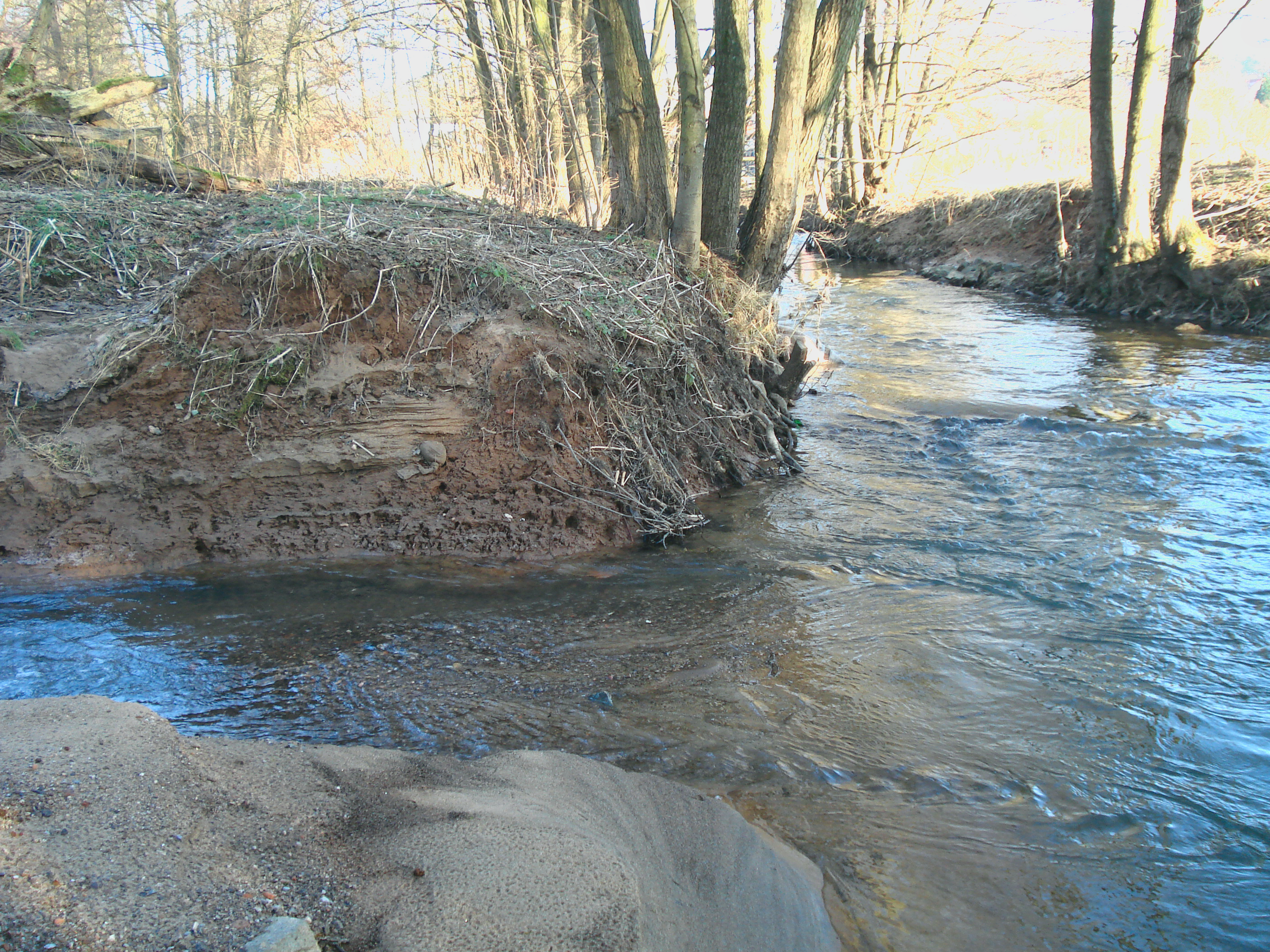
Mündung des Krombaches

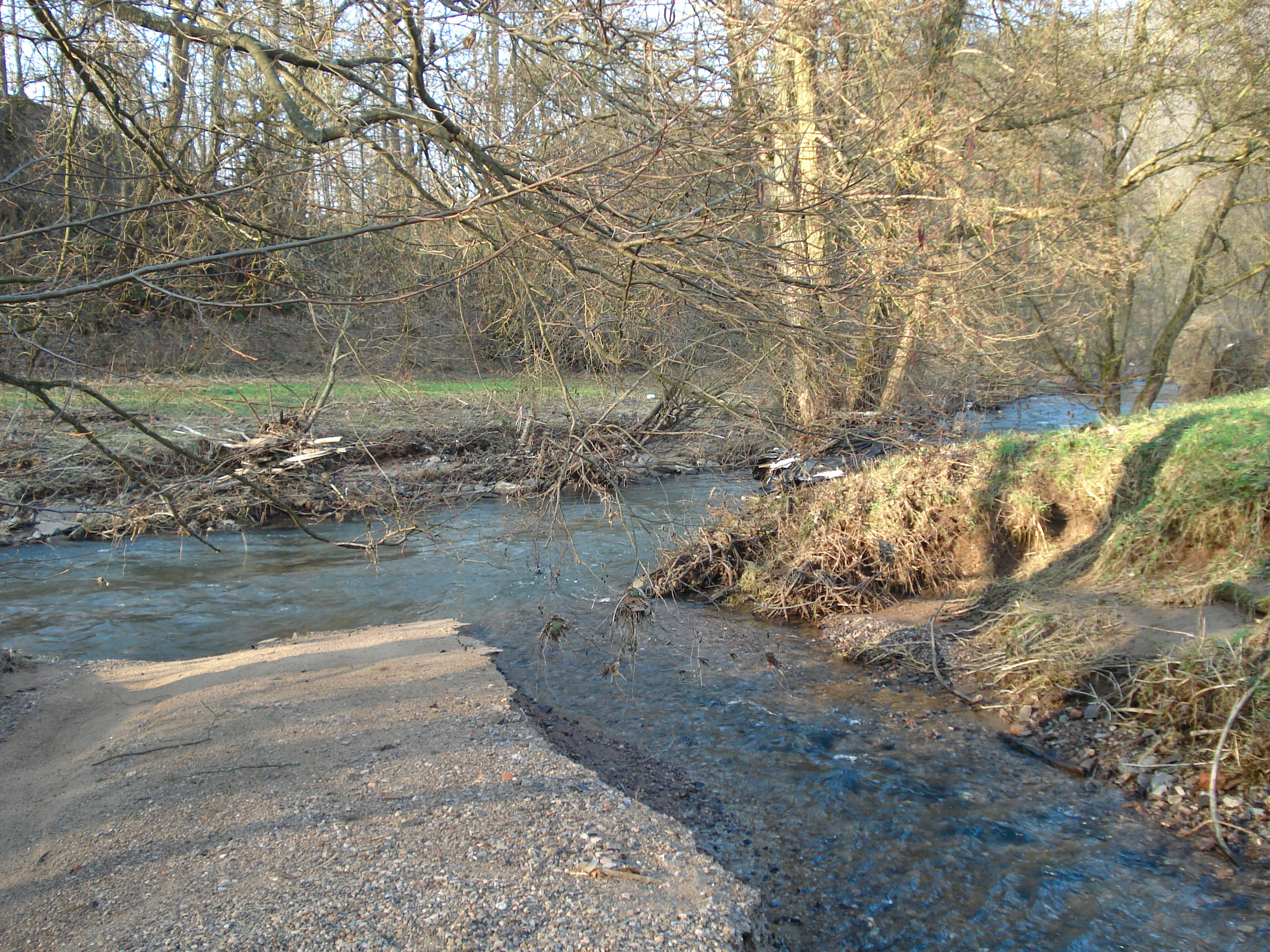
Mündung des Geiselbaches

| Linke Zuflüsse | Rechte Zuflüsse |
| Oberer Kahlgrund | |
| - Büchelbach (Bamberger Mühle) - Edelbach (Kleinkahl) - Kleine Kahl (Kleinkahl) - Laudenbach (Kleinlaudenbach) - Höllenbach (Schöllkrippen) | - Lindenbach (Glashütte) - Habersbach (Wesemichshof) - Westerbach (Schöllkrippen) |
| Mittlerer Kahlgrund | |
| - Sommerkahl (Sommerkahl) - Blankenbach (Blankenbach) - Erlenbach (Erlenbach) - Feldkahl (Schimborn) - Weibersbach (Schimborn) - Reichenbach (Mömbris) - Forstgraben (Mömbris) - Rappach (Mömbris) - Fleutersbach (Strötzbach) - Hemsbach (Brücken) - Wüstenbach (Brücken) | - Krombach (Blankenbach) - Wiesengrundgraben (Königshofen) - Mühlbach (Königshofen) - Haselgraben (Königshofen) - Sterzenbach (Mensengesäß) - Schloßgrundgraben (Mensengesäß) - Oberschurbach (Mensengesäß) - Borngraben (Niedersteinbach) - Steinbach (Niedersteinbach) - Geiselbach (Hüttelngesäß) - Wolfsbach (Dörsthöfe) |
| Unterer Kahlgrund | |
| - Hitziger Lochgraben (Birkenberg) - Kertelbach (Michelbach) - Speichenbach (Kälberau) - Krebsbach (Alzenau) - Neuwiesenbach (Alzenau) | - Weibersbach (Michelbach) - Goldbach (Michelbach) - Streu (Michelbach) - Mühlbach (Alzenau) - Sälzerbach (Alzenau) - Elzegraben (Alzenau, heute verlandet und überbaut) |
| In Klammern der Ort der Mündung in die Kahl. | |

### Flusssystem Kahl
- Fließgewässer im Flusssystem Kahl

## Hydrologie

### Pegel

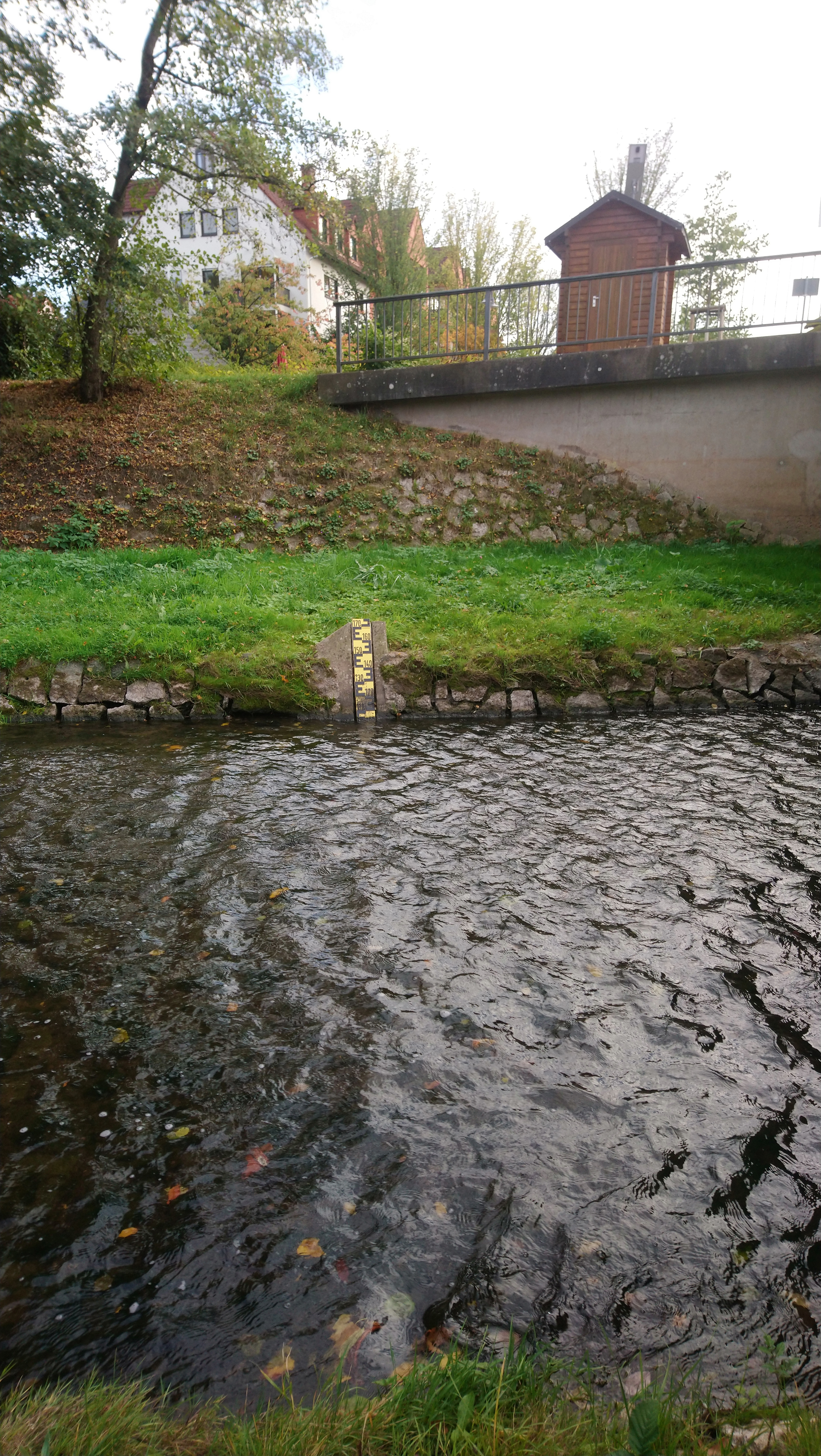
Pegel Alzenau

Es gibt zwei offizielle Pegelmessstellen des Hochwassernachrichtendienstes Bayern an der Kahl, die vom Wasserwirtschaftsamt Aschaffenburg betrieben werden. Der Pegel Schöllkrippen befindet sich im Mühlweg (Lage), liegt 27,2 km oberhalb der Mündung und deckt ein Einzugsgebiet von 64,43 km² (32,5 %) ab. Seine Nullpunktshöhe befindet sich auf 197,3 m ü. NHN. Der Pegel Alzenau (Lage), der im Mühlweg 6,6 km oberhalb der Mündung liegt, misst ein Einzugsgebiet von 181,20 km (91,3 %). Die Nullpunktshöhe des Pegels in Alzenau liegt auf 117,59 m ü. NHN. Die in den nachfolgenden Abschnitten gezeigten Daten beziehen sich alle auf den Pegel Alzenau.

### Wasserführung
Der mittlere Abfluss der Kahl am Pegel Alzenau beträgt 1,89 m³/s (1890 Liter pro Sekunde), was einer Abflussspende von 10,4 l/(s·km²) entspricht. Der daraus errechnete Durchfluss an der Mündung in den Main ergibt 2,01 m³/s. Der mittlere Hochwasserabfluss, gemessen von 1983 bis 2008, beträgt 25,9 m³/s (25900 l/s), der mittlere Niedrigwasserabfluss 541 l/s. Der niedrigste Wert, seit Beginn der Messungen (Stand 2017), ergab 189 l/s (10. September 1991), siehe auch Abschnitt Niedrigwasser. Der höchste jemals gemessene Wert (Stand 2017) beträgt 48,7 m³/s (48700 l/s, am 13. Februar 2002), siehe auch Abschnitt Hochwasser.
Die durchschnittlichen Monatsabflüsse der Kahl (gemessen am Pegel Alzenau):
Mittlere monatliche Abflüsse der Kahl (MQ in m³/s) am Pegel Alzenau

Messzeitraum 1995–2015
In der Regel ist die Wasserführung der Kahl in den Wintermonaten am größten und im Spätsommer am geringsten. Im Januar führt sie im Durchschnitt mehr als dreifach so viel Wasser wie im September. Der mittlere Jahresabfluss entspricht im Schnitt etwa dem Durchfluss im April.

### Hochwasser
|  |

| Jahr  | Datum    | Abfluss (m³/s) 0 |
| ----- | -------- | ---------------- |
| 1983  | 9. Apr.  | 30,6             |
| 1984  | 7. Feb.  | 30,7             |
| 1985  | 23. Jan. | 9,5              |
| 1986  | 19. Jan. | 12,8             |
| 1987  | 19. Dez. | 25,8             |
| 1988  | 1. Apr.  | 29,8             |
| 1989  | 22. Apr. | 22,2             |
| 1990  | 18. Nov. | 24,6             |
| 1991  | 1. Jan.  | 12,9             |
| 1992  | 14. Mär. | 18,3             |
| 1993  | 21. Dez. | 28,0             |
| 1994  | 13. Apr. | 20,5             |
| 1995  | 26. Jan. | 41,0             |
| 1996  | 18. Feb. | 20,6             |
| 1997  | 25. Feb. | 24,8             |
| 1998  | 29. Okt. | 39,1             |
| 1999  | 20. Feb. | 24,6             |
| 2000  | 4. Mär.  | 21,5             |
| 2001  | 8. Nov.  | 23,1             |
| 2002  | 13. Feb. | 48,7             |
| 2003  | 3. Jan.  | 43,0             |
| 2004  | 23. Sep. | 28,0             |
| 2005  | 13. Feb. | 18,4             |
| 2006  | 28. Mai  | 38,0             |
| 2007  | 7. Dez.  | 21,2             |
| 2008  | 1. Mär.  | 24,1             |
| 2009  | 23. Jan. | 24,8             |
| 2010  | 24. Feb. | 26,6             |
| 2011  | 7. Jan.  | 30,6             |
| 2012  | 23. Dez. | 31,2             |
| 2013  | 31. Mai  | 24,5             |
| 2014  | 29. Jul. | 13,1             |
| 2015  | 2. Jan.  | 9,6              |
| 2016  | 10. Feb. | 24,1             |
| 2017  | 4. Mai   | 44,5             |
| 2018* | 14. Apr. | 31,2             |

Bei Hochwasser tritt die Kahl über ihre Ufer und überflutet den Talgrund. Die stärksten Hochwasser der Kahl im 20. Jahrhundert waren am 3. November 1924, am 21. Dezember 1952 und am 10. August 1981. Erst danach war der Messbeginn der Pegel Alzenau und Schöllkrippen.

#### 1924
In der Nacht zum 1. November fiel ein Wolkenbruch über dem Kahlgrund, der gleich mehrere Stunden andauerte. Bereits am Morgen trat die Kahl über ihre Ufer und man konnte zusehen, wie das Hochwasser immer größer wurde. Am Abend dieses Allerheiligentages setzten weitere sintflutartige Niederschläge ein, die die ganze Nacht und am nachfolgenden Tag in unverminderter Stärke anhielten. Das Hochwasser stieg weiter in rasender Schnelle an. Eine furchtbare Katastrophe brach über das ganze Kahltal herein.
Es wurde in den meisten Orten der Katastrophenalarm ausgelöst. In Schöllkrippen konnte die Unterführung einer Brücke die Wassermassen nicht aufnehmen und so strömten die Fluten den Weg entlang. Schon nach kurzer Zeit glich das Tal einem See. Häuser waren vom Einsturz bedroht. Am Eisenbahndamm hatten schon mehrere Erdrutsche stattgefunden und man befürchtete den Durchbruch des Dammes. In Kleinblankenbach geriet die steinerne Kahlbrücke in solche Baufälligkeit, dass sie nicht mehr passierbar war. Die Brücke zwischen Krombach und Großblankenbach war völlig verschwunden.
Die Mühlgasse in Mömbris war vom Rest des Ortes durch das Wasser abgeschnitten. Außerdem stürzte die Transformatorenstation ein. Die Brücke an der Strötzbacher Mühle wurde völlig weggerissen. Bei Brücken wurde die Kahlbrücke ebenso wie die Eisenbahnbrücke schwer beschädigt. Auch hier fiel die Transformatorenstation den Fluten zum Opfer. Die Straße zwischen Niedersteinbach und Hüttelngesäß war nicht mehr passierbar. An der Herrnmühle wurde ein weggeschwemmt.
Um bei der Dunkelheit etwas zu sehen, hatte die Feuerwehr an verschiedenen Plätzen Posten mit Pechfackeln aufgestellt. In Michelbach musste ein Anwesen geräumt werden, weil die Gefahr bestand, dass es einstürzte. Die Überschwemmung trennte Alzenau in zwei Teile. Kein Zug konnte den Ort mehr passieren. Vor der Brauerei wurde der Grund und Boden weggerissen. Dadurch stürzte ein Teil der Mauer ein. Es bestand sogar die Gefahr, dass das ganze Haus in den Fluten versinken würde. Dies trat aber nicht ein. Dagegen verschwanden das Gemeindebackhaus und die Transformatorenstation im Hochwasser. Deshalb ging in manchen Teilen von Alzenau das Licht aus. Das Hochwasser schoss durch die Kaiser-Ruprecht-Straße wo es das Pflaster herausriss. Unterhalb von Alzenau riss die Kahl große Uferstrecken weg. Durch diese schlimmen Verwüstungen musste das ganze Ufer neu angelegt werden.
Der Marktgemeinderat von Alzenau beschloss, einen Notstandskredit in Höhe von 21.000 Mark aufzunehmen, um die größten Schäden beheben zu können. Selbst die zurzeit ältesten Leute hatten die Kahl noch nie so groß und breit gesehen. Es war die schlimmste Kahlüberschwemmung des ganzen Jahrhunderts.

#### 1952

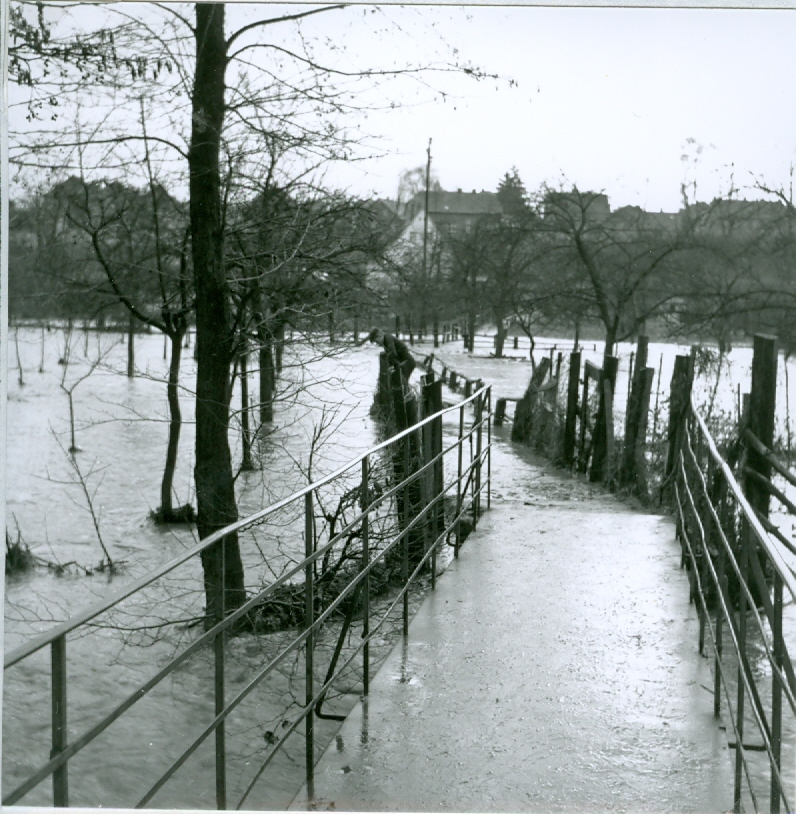
Das schwere Hochwasser der Kahl 1952 in der Breiten Wiese in Alzenau
weitere Bilder

In der Nacht zum 21. Dezember 1952 gingen starke Regengüsse über dem gesamten Kahlgrund nieder. Sie verursachten zusammen mit der Schneeschmelze ein außergewöhnliches Ansteigen der sonst so friedlichen Kahl. Diese wurde in den Morgenstunden rasch zu einem reißenden Strom und überschwemmte weite Landstriche. Die höchste Welle erreichte um 4 Uhr Schöllkrippen und Mömbris um 10 Uhr.
Das Hochwasser kam vor allem aus dem Westerngrund, die schlimmsten Auswirkungen hatte es jedoch im mittleren und unteren Kahlgrund. Es nahm solche Ausmaße an, dass Rotes Kreuz und alle Feuerwehren alarmiert wurden. Landrat Degen war den ganzen Vormittag im Überschwemmungsgebiet unterwegs, um sich selbst ein Bild von der Katastrophe zu machen und nötige Anordnungen zu treffen.
In einer Mühle in Königshofen konnte die Feuerwehr gerade noch verhindern, dass ein großer Stapel Holz wegschwamm. In Mensengesäß rutschte der steile Abhang einer Straße herab. Durch das sich stauende Regenwasser entstand starke Verschlammung. In Niedersteinbach wurde ein Notsteg aus Wagen von der Mühle zum übrigen Ort gebaut. Vom Dörnsteinbacher Berg wurden große Mengen Sand, Steine und Schlamm herabgespült und so waren die Kanäle im Nu voll. Bei Brücken war der ganze Wiesengrund einschließlich des Sportplatzes ein einziger riesiger See. Gehsteige wurden weggeschwemmt und die Asphaltdecke der Straße unterspült.
In Alzenau war das gesamte Garten- und Wiesengelände links und rechts der Kahl überflutet. Beim Sägewerk wurde sogar ein Junge aus der Kahl gezogen. Die Bewohner eines Gässchens konnten an diesem Sonntag ab 11 Uhr ihre Anwesen nicht mehr verlassen. Bei der Pfarrkirche stand die gesamte Straße unter Wasser. Auch Kahl am Main wurde vom Hochwasser hart getroffen. Im Bereich des Eisenbahndammes war die Kahl 100 Meter breit und die gewaltigen Fluten rissen einen Steg weg. Dieses Hochwasser vom 21. Dezember 1952 war eines der größten der Kahl im 20. Jahrhundert.

#### 1981

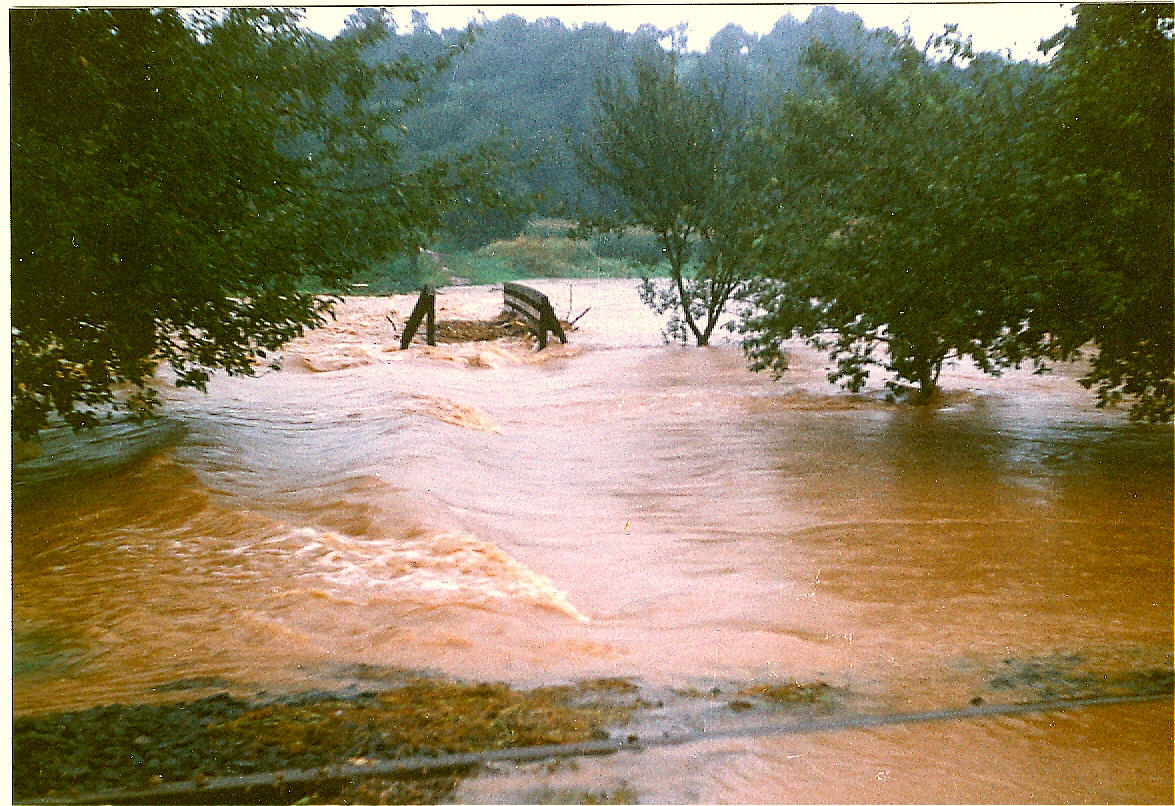
Das schwere Hochwasser der Kahl 1981 weitere Bilder

Am Abend des 9. August wurden aus dem oberen und mittleren Kahlgrund intensive Regenfälle mit heftigen Gewittern gemeldet. Später fiel auch in Alzenau ein außergewöhnlich schwerer Wolkenbruch. In kürzester Zeit verwandelten sich kleine Rinnsale in reißende Sturzbäche. Die sintflutartigen Regenfälle hielten die ganze Nacht mit unverminderter Heftigkeit an.
Durch den Westerngrund wälzte sich eine Flutwelle, die große Schäden verursachte. Im benachbarten Freigericht wurde sogar Katastrophenalarm ausgelöst. In Huckelheim brach die Fahrbahndecke der Straße ein. Durch die Wassermassen stürzten drei Hochspannungsmasten um; dadurch war die Stromversorgung teilweise unterbrochen. Das sonst höchstens 2 m breite Bachbett der Westernkahl hatte nun eine Breite von über 20 m. In Schöllkrippen erreichte der Kahlpegel eine Höhe von 310 cm. Die Fluten rissen eine Brücke weg.
Die Staatsstraße 2305 wurde in vielen Orten wegen Überflutung gesperrt. Die Brücke an der Strötzbacher Mühle wurde weggerissen. In Niedersteinbach waren Steinbach und Geiselbach reißende Flüsse. Zwischen Brücken und Strötzbach sowie bei Hemsbach und an der Heimbacher Mühle ereigneten sich Erdrutsche. Viele Helfer waren pausenlos im Einsatz, um die Straßen und Wege von den Erdmassen zu befreien. Der Verkehr der Kahlgrundbahn war durch unterspülte und verschlammte Gleise, Dammrutsche sowie umgestürzte Bäume unterbrochen. Bei Brücken wurde der Bahndamm auf einer Länge von 50 m völlig weggerissen. Am Nachmittag verschärfte sich die Situation immer weiter, weil der Regen nicht nachließ. Der Hemsbach suchte sich einfach die Straße in Brücken als neues Bett. An der Staatsstraße 2305 rutschten in Höhe des Dörsthofes Erdmassen auf die Fahrbahn.
An der Herrnmühle konnte der Fußgängersteg nicht mehr benutzt werden. Doch schon bald wurde auch die Straße von Alzenau nach Kälberau wegen Hochwassers gesperrt. Hier kamen die Fluten des Krebsbaches herunter geflossen, rissen ein Loch in eine Mauer und lagerten meterhohe Schlamm- und Geröllmassen ab. Unterhalb von Alzenau entstanden riesige Löcher in den Dämmen am Kahlufer. Dadurch konnte ein Teil der Kahl in das Gelände der Kläranlage fließen. Dort wurden Zäune und Betonpfosten aus dem Boden gerissen. Der Druck des herbeiströmenden Wassers führte schließlich zu einem Dammbruch und die braune Brühe ergoss sich in den Meerhofsee. Dessen Wasserspiegel – in den letzten Jahren stetig gesunken – hob sich um etwa sechs Meter.
Oberhalb von Kahl am Main hatte die Kahl eine Breite von fast 70 m. Erst am Nachmittag des 11. August war ein allmählicher Rückgang des Hochwassers zu verzeichnen. Jetzt wurde das ganze Ausmaß der Katastrophe sichtbar. An der Strötzbacher Mühle hatte das Technische Hilfswerk einen Notsteg über die Kahl errichtet. In Brücken wurde der Hemsbach wieder in sein altes Bett verlegt. Die Schäden an einer Straße in Alzenau erforderten hier einen völligen Neubau. Der Verkehr der Kahlgrundbahn blieb bis zum 18. August eingestellt.

#### 2017

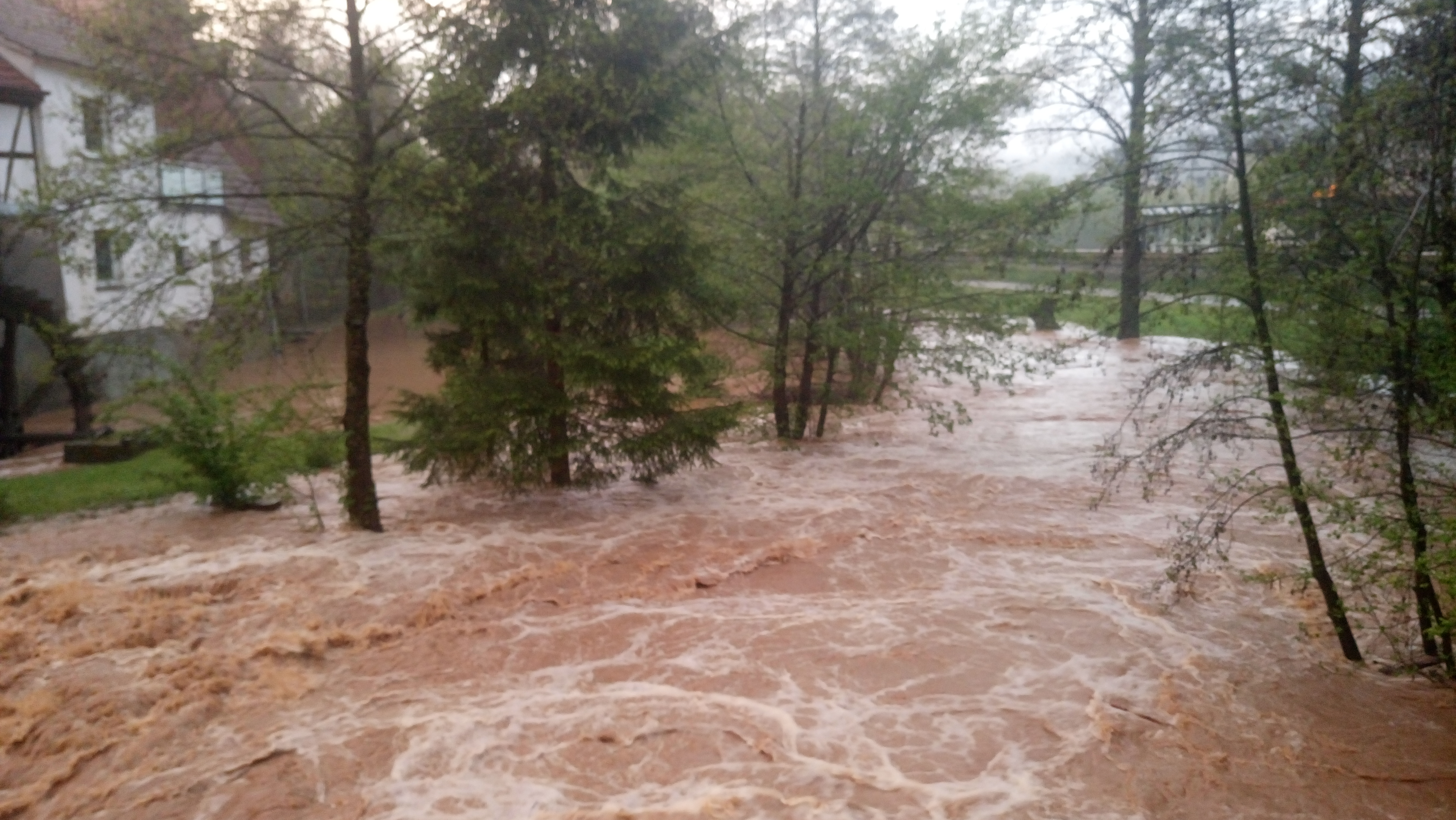
Hochwasser am 4. Mai 2017 in Strötzbach
weitere Bilder

Am 4. Mai 2017 zog ein schweres Unwetter der Stufe Rot mit bis zu 80 Litern Niederschlag pro Quadratmeter über den Kahlgrund. Am heftigsten getroffen wurden der Markt Mömbris und die Gemeinde Krombach. Der Starkregen ließ die Kahl und kleine Nebenbäche über die Ufer treten. Hauptsächlich die Ortsteile Mensengesäß, Niedersteinbach, Krombach, Strötzbach, Brücken, Oberschur, Unterschur, Mömbris und Dörnsteinbach waren betroffen. Auch Schöllkrippen, Huckelheim und Blankenbach meldeten schwere Hochwasserschäden.
Besonders die Pegel der Bäche Steinbach, Oberschurbach, Krombach, Fleutersbach und Hemsbach stiegen in kurzer Zeit so extrem an, dass die Verrohrungen vor den Orten die Wassermassen nicht mehr aufnehmen konnten. Infolgedessen überfluteten Straßen und Unterführungen, Keller und Erdgeschosse von etwa 400 bis 500 Haushalten liefen voll, Erdrutsche lösten sich.
Aus den umliegenden Orten rückten die Feuerwehren mit 650 Kräften an. Sie wurden dabei von Feuerwehren aus dem gesamten Landkreis Aschaffenburg und teils aus dem Landkreis Miltenberg unterstützt. Im Raum Mömbris waren zwei Einheiten des Technischen Hilfswerks im Einsatz. Überschwemmte Brücken, entwurzelte Bäume, hochschießende Gullydeckel und erhebliche Verkehrsbehinderungen hielten die Rettungskräfte bis in die Nacht in Atem.
Teilweise stand das Wasser meterhoch in den Kellern. Kurzzeitig fiel dort auch der Strom aus. In Niedersteinbach rutschte eine Schlammlawine die Ortsdurchfahrt herunter. Etwa 40 Straßen waren stundenlang gesperrt, so dass Dörfer mit nur wenigen Zufahrten, von der Außenwelt abgeschnitten wurden. Auf der Staatsstraße 2305 zwischen Alzenau und Mömbris, der Ortsdurchfahrt der besonders massiv betroffenen Gemeinde Krombach sowie der Kreisstraße zwischen Krombach und Schöllkrippen gab es kein Durchkommen mehr. Radlader versuchten, die Fahrbahnen freizubekommen. Der Verkehr der Kahlgrundbahn musste eingestellt werden, weil die Schienen unterspült waren und Geröll die Gleise blockierte.
Im Ortsteil Brücken wurden die Fundamente der dortigen Brücke vom Hochwasser der Kahl so unterspült, dass sie nur noch für PKW passierbar ist. Am Friedhof in Niedersteinbach haben die Wassermassen eine Stützmauer eingedrückt. Dort wurden die Wege so ausgespült, dass Löcher von bis zu 80 Zentimetern Tiefe entstanden. Außerdem wurden Gräber unterspült, so dass sie absackten und sich verschoben. Ungefähr 150 Gräber erlitten Totalschäden. Der Friedhof wurde bis auf weiteres gesperrt.
An der Herrnmühle wurden zusätzlich angeforderte Sandsäcke aufgereiht, trotzdem war nicht zu verhindern, dass die Kahl über die Ufer trat. Zusätzlich wurde die Wasserwacht alarmiert. Immer mehr Polizisten rückten in überflutete Ortschaften aus, um den Verkehr zu regeln und Straßen zu sperren, durch die sich Schlammmassen wälzten. „Im Kahlgrund ist Land unter. Alle Feuerwehren sind ausgerückt“, sagte der Leiter der Alzenauer Polizei. Von „immensen Schäden im öffentlichen und privaten Bereich“ sprach der Mömbriser Bürgermeister Felix Wissel. Wegen der Fluten konnte der Mömbriser Schulbus nicht fahren. Die verängstigten Kinder wurden im Feuerwehrhaus und im Rathaus in Sicherheit gebracht.
Wie es zu dem schlimmen Unwetter kam, das über den Altkreis Alzenau zog: zuerst bildete sich ein Niederschlagsgebiet über Niedersteinbach. Danach entstand eine kräftige Gewitterzelle mit Starkregen, die ihr Zentrum im Bereich Mensengesäß und Niedersteinbach hatte. Später gingen um Krombach intensive Wolkenbrüche nieder. Danach wurde ein größeres Gebiet von Brücken bis zur Kahlquelle für längere Zeit von Starkregen überdeckt.
Die Kahl erreichte um 21 Uhr am Pegel Alzenau ihren höchsten Wasserabfluss von Rund 45.000 Liter pro Sekunde. Der Wasserstand war zu dieser Zeit um etwa 3 m erhöht. Seit Beginn der Pegelmessungen war dieses Kahlhochwasser im Mai 2017 das bislang zweitstärkste. Höher lag der Kahlpegel nur im Februar 2002, jedoch entstanden 2017 deutlich mehr Schäden, weil sich die Fluten vorwiegend auf die kleinen Nebenbäche der Kahl bezogen. Es entstand alleine im Markt Mömbris ein Schaden von über 10 Millionen Euro. In der Gemeinde Krombach wird er auf 1,2 Millionen Euro geschätzt.

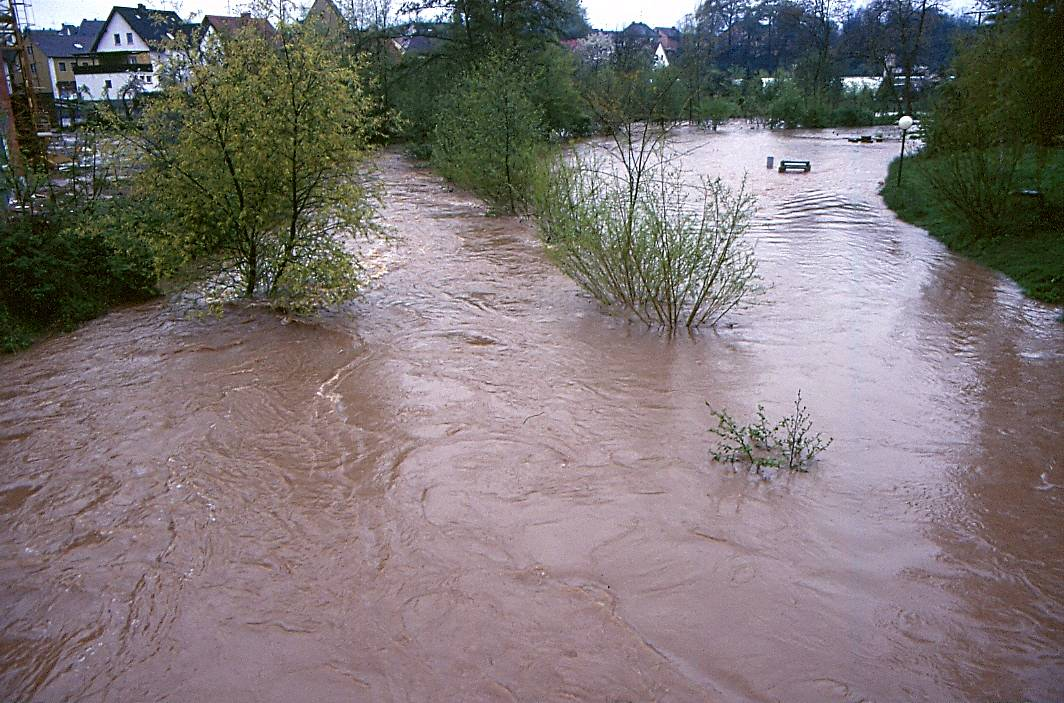
April 1989 in Alzenau Durchfluss zum Zeitpunkt: ca. 25 m³/s[18] weitere Bilder
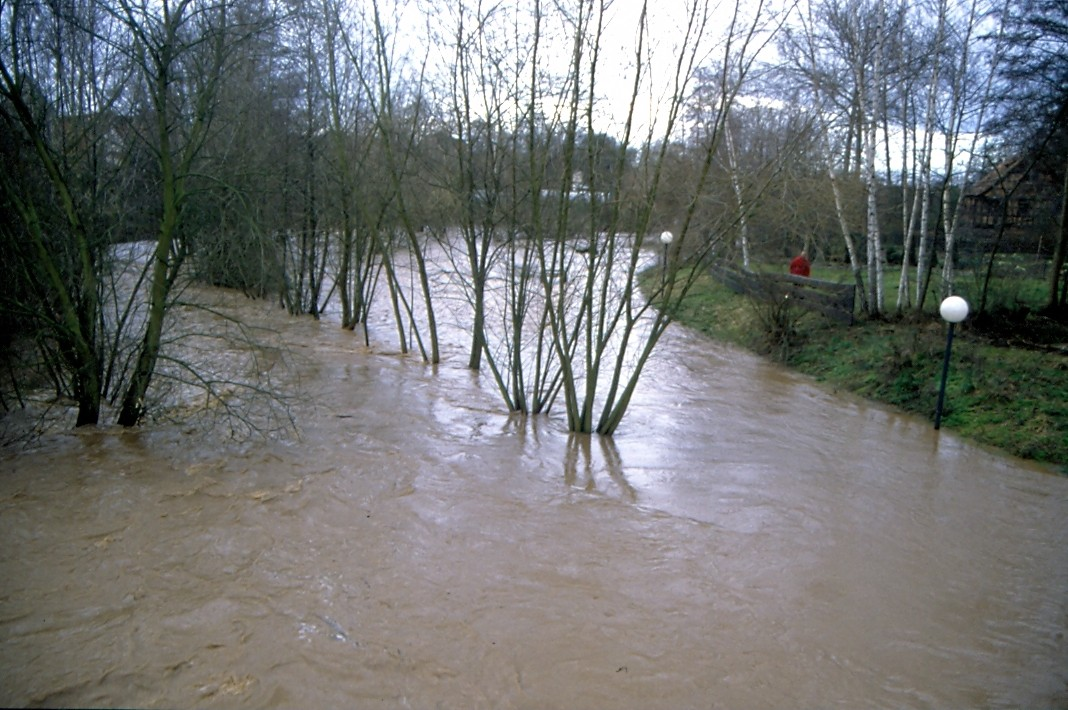
Januar 1995 in Alzenau Durchfluss zum Zeitpunkt: ca. 25 m³/s[18] weitere Bilder
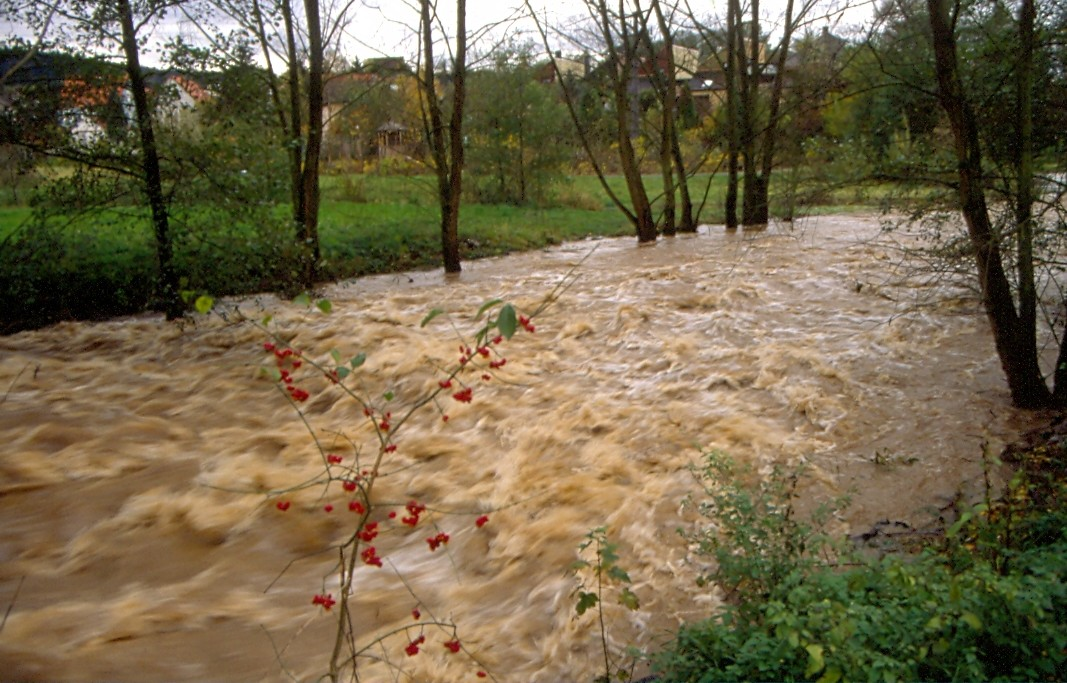
November 1998 in Alzenau Durchfluss zum Zeitpunkt: ca. 20 m³/s[18] weitere Bilder
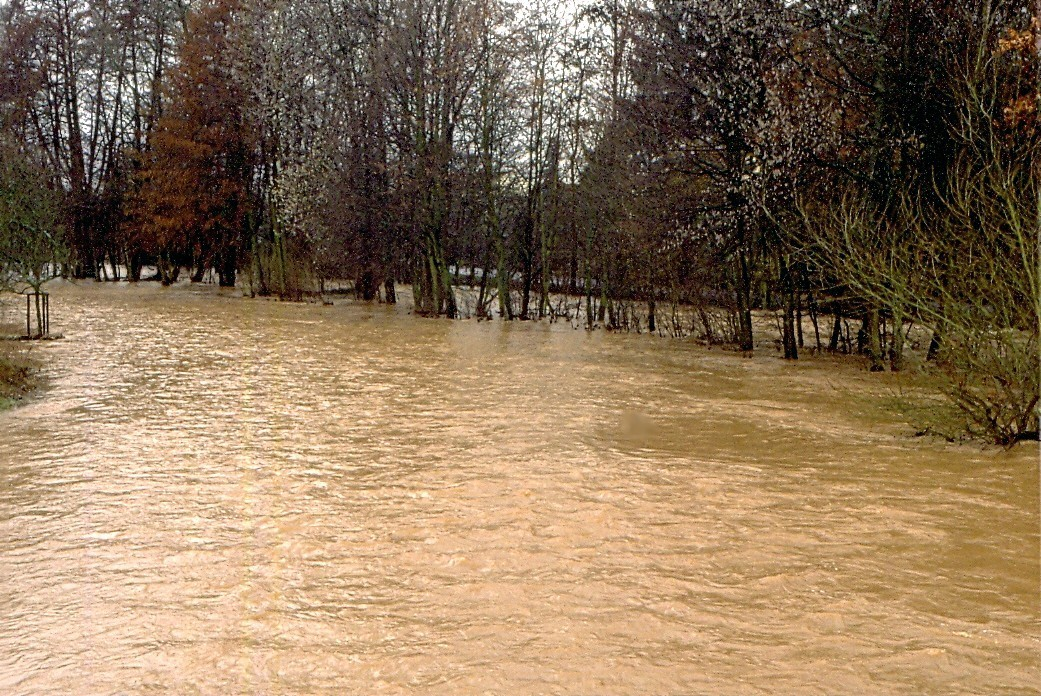
Februar 2002 in Alzenau Durchfluss zum Zeitpunkt: ca. 35 m³/s[18] weitere Bilder
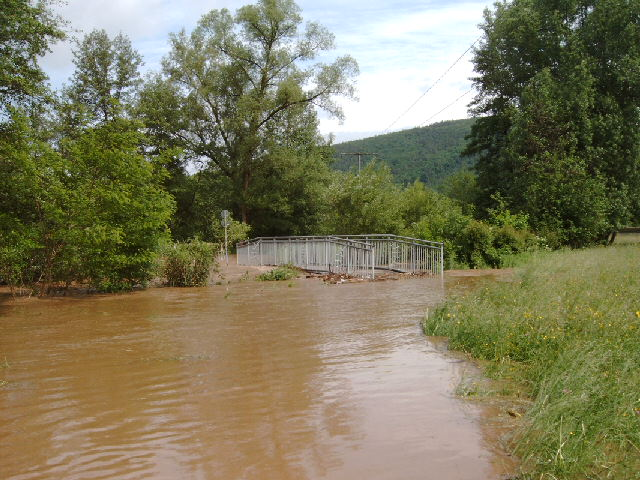
Mai 2006 in Niedersteinbach Durchfluss zum Zeitpunkt: ca. 35 m³/s[18] weitere Bilder
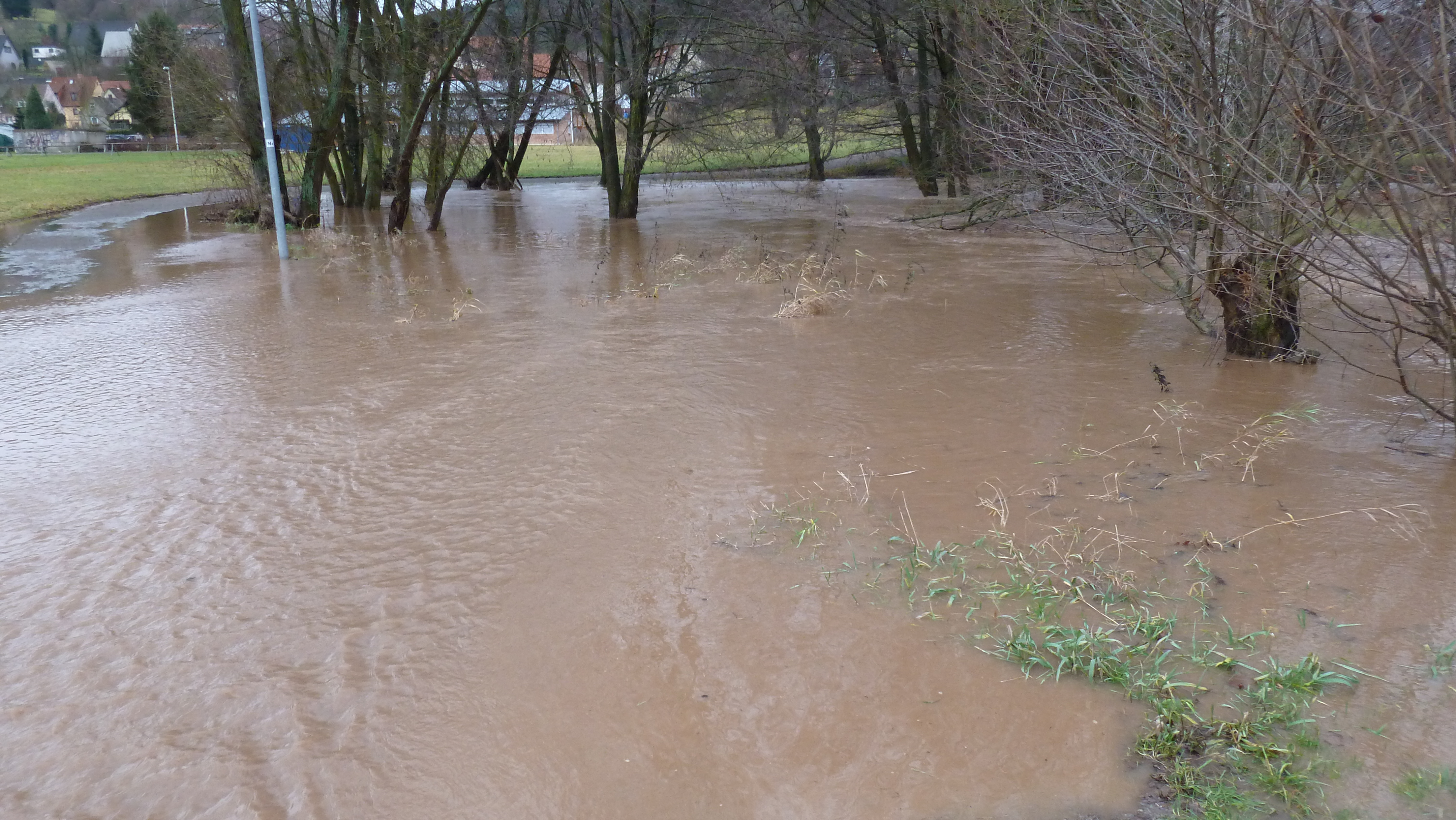
Dezember 2012 in Strötzbach Durchfluss zum Zeitpunkt: ca. 30 m³/s[18] weitere Bilder

### Niedrigwasser
|  |

| Jahr  | Datum    | Abfluss (l/s)0 |
| ----- | -------- | -------------- |
| 1983  | 24. Nov. | 481            |
| 1984  | 23. Aug. | 731            |
| 1985  | 26. Nov. | 576            |
| 1986  | 4. Aug.  | 479            |
| 1987  | 12. Okt. | 941            |
| 1988  | 21. Okt. | 525            |
| 1989  | 14. Aug. | 483            |
| 1990  | 13. Aug. | 384            |
| 1991  | 10. Sep. | 189            |
| 1992  | 12. Aug. | 450            |
| 1993  | 18. Aug. | 324            |
| 1994  | 19. Okt. | 519            |
| 1995  | 12. Aug. | 659            |
| 1996  | 22. Jul. | 547            |
| 1997  | 24. Sep. | 381            |
| 1998  | 2. Sep.  | 353            |
| 1999  | 16. Sep. | 415            |
| 2000  | 18. Jun. | 577            |
| 2001  | 29. Aug. | 424            |
| 2002  | 9. Sep.  | 588            |
| 2003  | 21. Sep. | 231            |
| 2004  | 3. Jan.  | 417            |
| 2005  | 10. Sep. | 463            |
| 2006  | 7. Nov.  | 466            |
| 2007  | 24. Mai  | 545            |
| 2008  | 13. Okt. | 580            |
| 2009  | 9. Okt.  | 549            |
| 2010  | 21. Jul. | 297            |
| 2011  | 4. Jun.  | 564            |
| 2012  | 11. Sep. | 599            |
| 2013  | 3. Okt.  | 757            |
| 2014  | 10. Aug. | 604            |
| 2015  | 14. Aug. | 394            |
| 2016  | 16. Sep. | 456            |
| 2017  | 6. Jan.  | 360            |
| 2018* | 1. Aug.  | 510            |

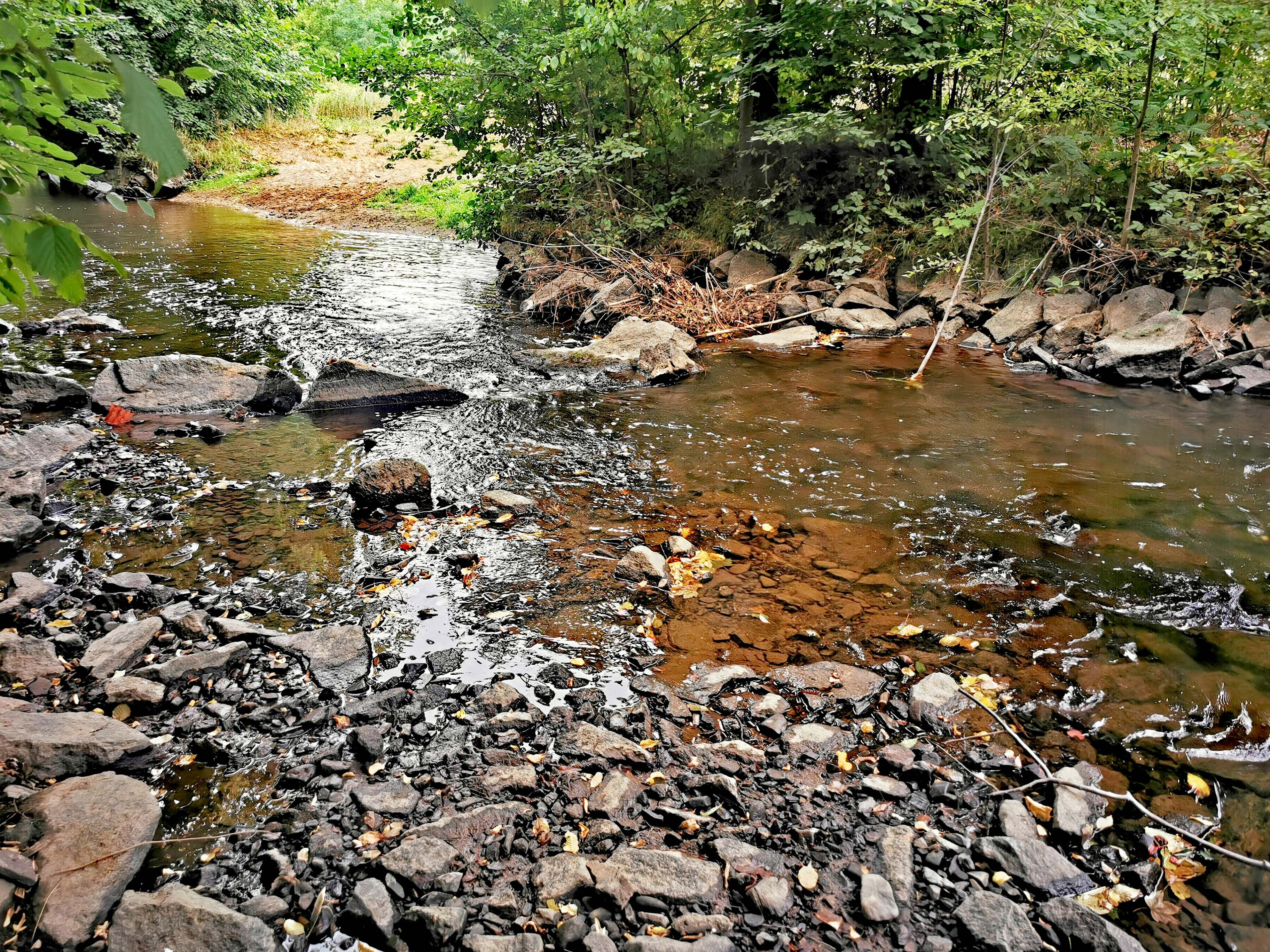
Schotterbänke in der Kahl bei Niedrigwasser während der Dürre 2022.
Durchfluss zum Zeitpunkt: ca. 390 l/s.

Niedrigwasser tritt bei der Kahl nach lang anhaltender Trockenheit in den Sommermonaten auf. Im Flussbett werden dann oft Schotterbänke und das Wurzelwerk der Uferbäume sichtbar. Auch kleinere, meist namenlose Zuflüsse der Kahl fallen trocken. Der geringste Wasserabfluss wurde in den Jahren 1991, 2003 und 2010 gemessen (Stand 2017).

## Geschichte

### Mühlen

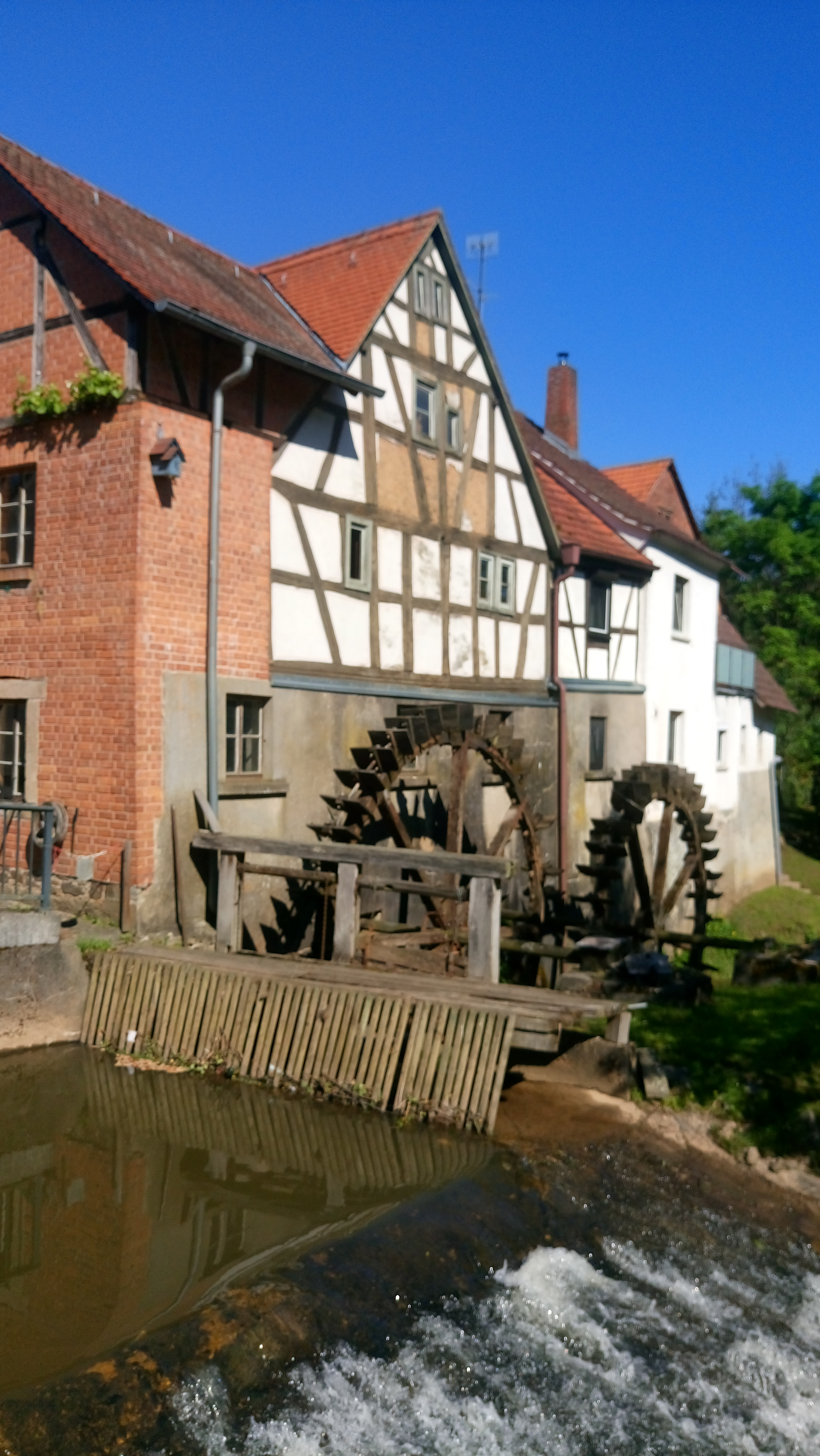
Strötzbacher Doppelmühle

Früher betrieb die Kahl viele Mühlen. Alle davon sind heute stillgelegt. Vor allem die Mühlen-Stilllegungspolitik in den 1950er und 1960er Jahren, sowie die dadurch gestärkte Konkurrenz der großen Mühlen hat ihnen den Garaus gemacht. Einige Wasserräder sind auch heute noch erhalten geblieben.
Frühere Mühlen an der Kahl:
- Kahlmühle (Bamberger Mühle)
- Kahler Mühle (Großkahl)
- Hergelsmühle (Großlaudenbach)
- Untere Mühle (Großlaudenbach)
- Forstmühle (Schöllkrippen)
- Strohmühle (Schöllkrippen)
- Gassenmühle (Schöllkrippen)
- Pfarrsmühle (Schöllkrippen)
- Sackmühle (Schöllkrippen)
- Kihn-Mühle (Langenborn)
- Blankenbacher Mühle (Blankenbach)
- Flederichsmühle (Königshofen)
- Geisenhof-Mühle (Königshofen)
- Kaltenberger Mühle (Kaltenberg)
- Obermühle (Schimborn)
- Untermühle (Schimborn)
- Ölmühle (Mömbris)
- Obermühle (Mömbris)
- Hellenthalsmühle (Fronhofen)
- Strötzbacher Mühle (Strötzbach)
- Kahlmühle (Niedersteinbach)
- Herrnmühle (Michelbach)
- Obermühle (Michelbach)
- Kihn-Mühle (Michelbach)
- Kälberauer Mühle (Kälberau)
- Christmühle (Alzenau)
- Ölmühle (Alzenau)
- Hasenmühle (Alzenau)
- Papiermühle (Alzenau)
- Sandmühle (Kahl a. M.)
- Obere Fallermühle (Kahl a. M.)
- Untere Fallermühle (Kahl a. M.)
- Schäfereimühle (Kahl a. M.)
- Naßmühle (Großkrotzenburg)
- Lohmühle (Kahl a. M.)

Siehe hierzu auch die Liste von Mühlen im Kahlgrund.

### Kahlregulierung

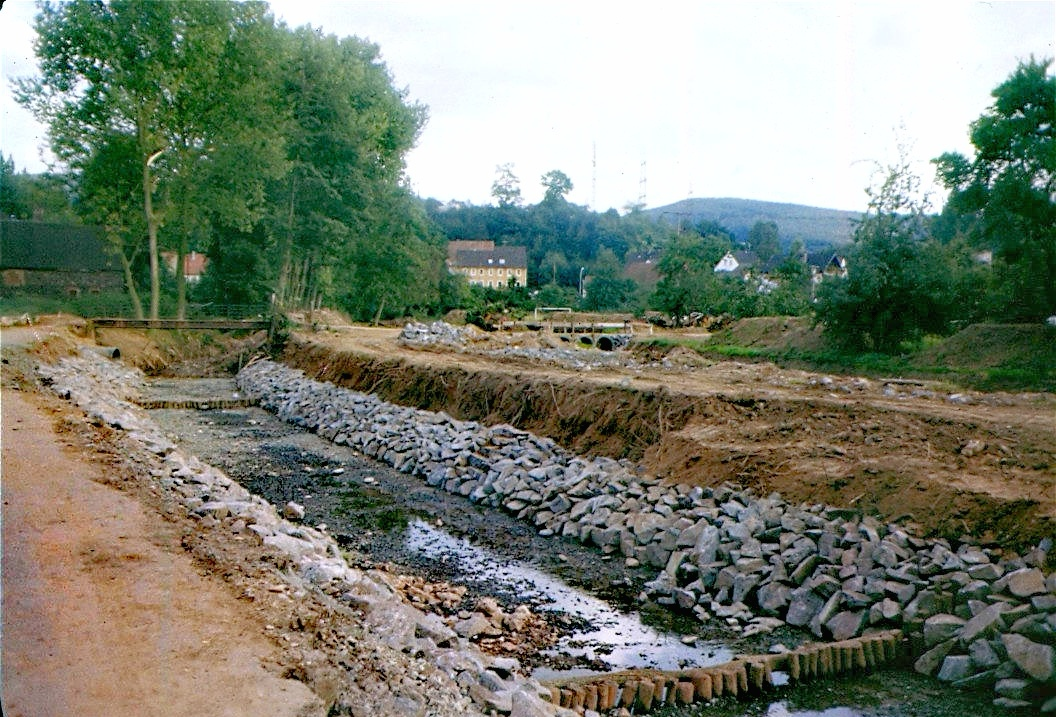
Der Kahlausbau in Alzenau 1980

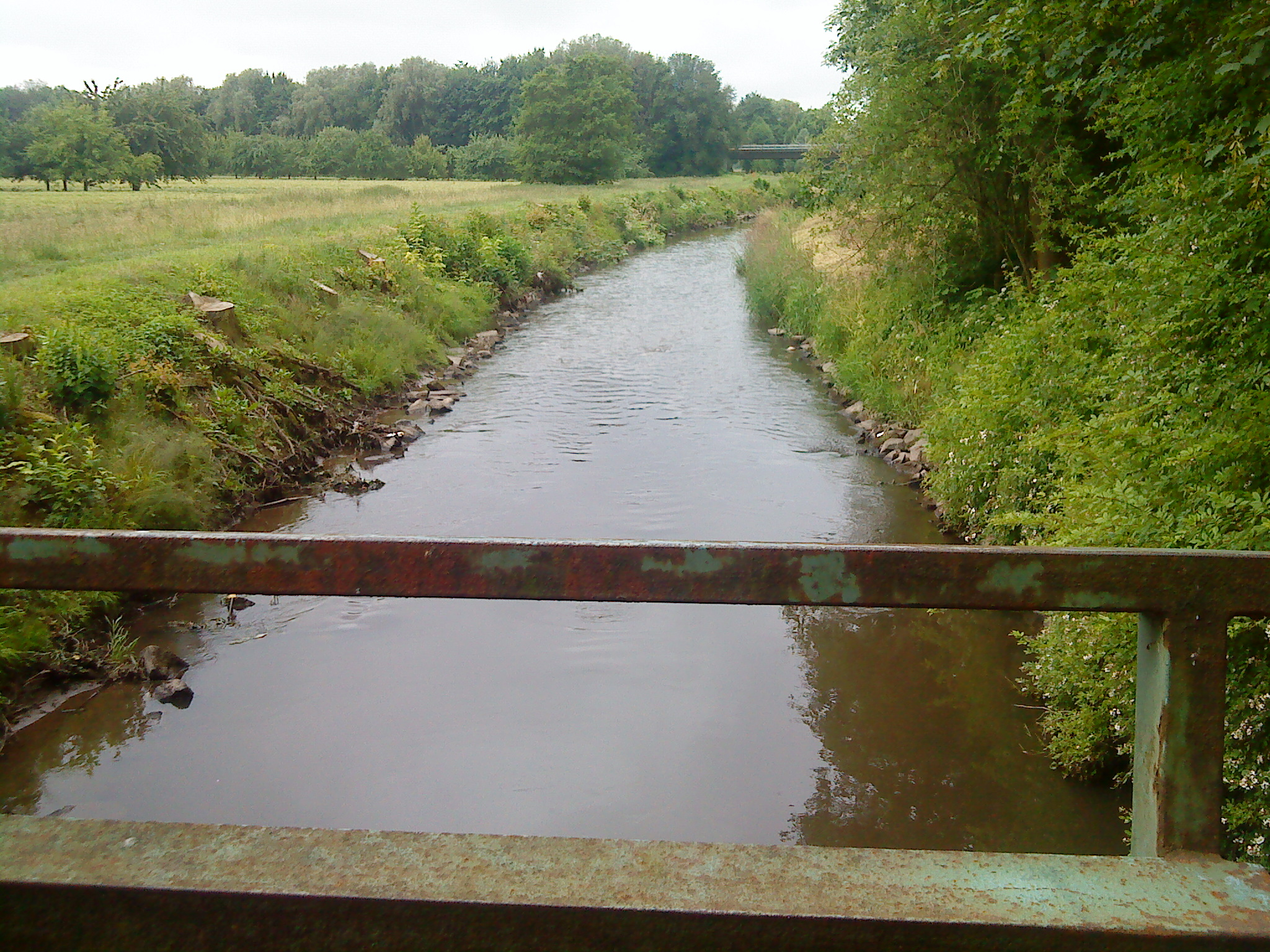
Noch kanalartig begradigte Kahl mit beidseitigen Schardeichen bei Alzenau 2009

Die wasserbauliche Regulierung der Kahl wurde Anfang des 19. Jahrhunderts begonnen und auch im 20. Jahrhundert noch durchgeführt. Dafür hatte man zur Verminderung von Hochwasser am gesamten Flusslauf ab Schöllkrippen Mäander und Krümmungen begradigt. Es wurde das Kahlbett gereinigt, vertieft und mit Uferbausteinen versehen. Für den Kahlausbau mussten auch einige Wehre beseitigt werden, wodurch viele Mühlen ihre Wasserrecht verloren. Die vorhandenen Gefällesprünge wurden durch Sohlschwellen aus Pfahlreihen ersetzt. In einigen Bereichen wurde die Kahl durch sogenannte Schardeiche beidseitig eingedeicht. Für den Ausbau hat man auf dem betroffenen Abschnitt die Kahl umgeleitet und das neue Flussbett geschaffen (siehe Foto).
Die Abschnitte, in denen das Flussbett am stärksten begradigt wurde, liegen zwischen Schöllkrippen und Blankenbach, bei Strötzbach, zwischen den Dörsthöfen und Kälberau, zwischen Alzenau und der A 45 und an der Kahlmündung. Besonders im Bereich zwischen der Herrnmühle und Michelbach wurde das Bett der Kahl stark verändert. Zuvor floss sie, rechts der heutigen Staatsstraße 2305 zur Obermühle, deren Gebäude heute am Michelbacher Ortsrand stehen. 1977 beim Ausbau der Staatsstraße in Mömbris wurde das Flussbett so verändert, dass die alte Ölmühle stillgelegt und versetzt werden musste. Auch 1978 wurde in Alzenau damit begonnen, den Fluss tiefer zu legen und mehrere Wehre zu beseitigen.

### Renaturierung

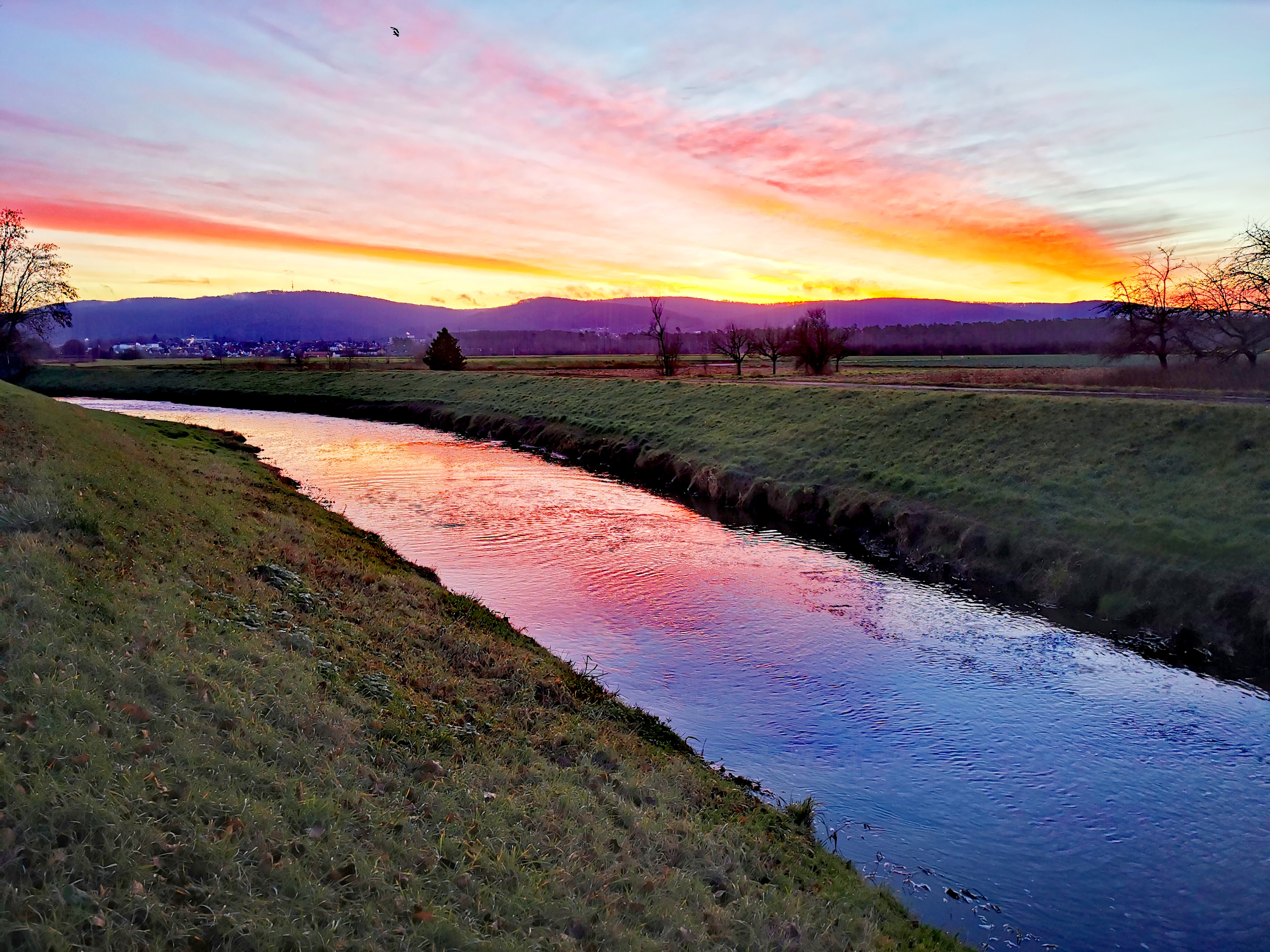
Sonnenaufgang an der renaturierten Kahl im Prischoß

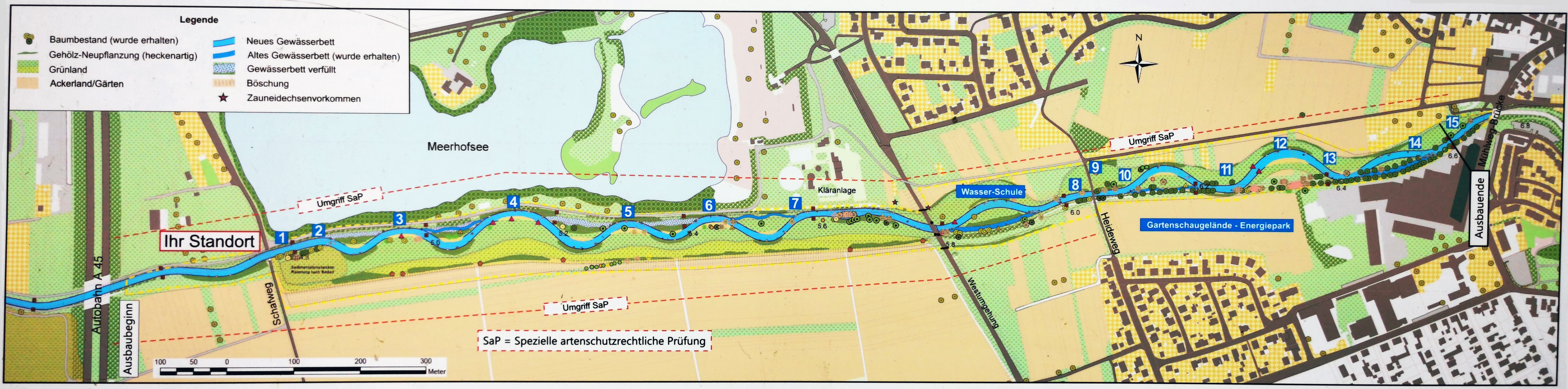
Landschaftspflegerischer Begleitplan vom Kahlausbau

In den Jahren 2013 bis 2014 wurde die Kahl im unteren Stadtgebiet von Alzenau, im Rahmen der Kleinen Landesgartenschau 2015, auf 2,2 km renaturiert. Ziel dieses Vorhabens war es, das Gewässerprofil naturnah umzugestalten und damit die Gewässerstruktur und den ökologischen Zustand deutlich zu verbessern. In dem Gebiet wurde eine Spezielle Artenschutzprüfung (SaP) durchgeführt.
Bei der Renaturierung beseitigte man den monoton und kanalartig begradigten Flusslauf von der Mühlwegbrücke an, über Energiepark, Meerhofsee und Prischoß bis zur A 45. Es wurden die strukturarmen und bis zu 2 m hohen Deiche beidseitig zurückgebaut und durch breite Vorländer ersetzt. Das Flussbett und der Uferbereich wurden neu gestaltet. Man entfernte die vorhandenen, zum Teil stark ausgekolkten Sohlstufen, welche die Durchgängigkeit für Fische und andere Wasserlebewesen behinderten.
Es wurden etwa 15 ha naturnahe Flächen, fünf Flussinseln, neun neue Gewässerschleifen sowie zwei bogenartige Aufweitungen geschaffen. Steile und flache Ufer, schnell und langsam fließende Abschnitte sowie schmale und breite Stellen wechseln sich nun ab. Dabei wurde auf Böschungssicherung weitestgehend verzichtet. Stellenweise gibt es kleine Buchten mit Sandufer. Zur Verbesserung des Strömungsverhaltens wurden in einigen Bereichen Störsteine eingebracht. Der Fluss kehrt an manchen Stellen in das alte Flussbett zurück, das in vielen Bereichen aufgeweitet und am Innenufer abgeflacht wurde.
Die Kahl hat seitdem wieder die Möglichkeit zur eigenständigen und natürlichen Entwicklung. Von den neun Altarmen wurden vier verfüllt. Fünf blieben angepasst erhalten und bilden nun die Flussinseln. Bei der Planung des neuen Verlaufs wurde darauf geachtet, dass der vorhandene Baumbestand überwiegend erhalten bleibt. Die gesamte Renaturierung kostete 1,5 Millionen Euro. Sie wurde mit 550.000 € durch die Europäische Union und mit 950.000 € durch den Freistaat Bayern gefördert. Von der Mühlwegbrücke bis zur Schafwegbrücke am Meerhofsee wurden, entlang des renaturierten Flusslaufs, 15 Schautafeln des Wasserwirtschaftsamtes Aschaffenburg aufgestellt. Darauf sind wasserwirtschaftliche Themen dargestellt und erläutert.

## Fauna
Die Kahl wird nach ökologischen Gesichtspunkten in eine „Obere“ und „Untere Forellenregion“ und in eine „Äschenregion“ gegliedert. In der Kahl kommen Äsche, Bachforelle, Bachschmerle, Flussbarsch, Gründling, Hasel, Karpfen, Laube, Nase, Regenbogenforelle, Rotauge, Schleie, Aal, Aitel und Schneider, sowie der amerikanische Signalkrebs vor.
Im Kahlgrund kommen die Wasseramsel, der Eisvogel, der Neuntöter, der Grasfrosch, der Berg- und der Teichmolch, sowie der Wiesenknopf-Ameisenbläuling vor.
Auch Biber haben sich an der Kahl angesiedelt.
Der ASV Alzenau hat die Kahl seit Mitte 2014, von der Kaiser-Ruprecht-Brücke im Stadtzentrum von Alzenau bis zur Mündung, gepachtet.